# Alexis Ier Comnène
Vous lisez un « article de qualité » labellisé en 2015.
Pour les articles homonymes, voir Alexis Ier et Alexis Comnène (homonymie).
Alexis Ier Comnène (grec : Ἀλέξιος Αʹ Κομνηνός), né vers 1058 et mort le 15 août 1118, est un empereur byzantin du 1er avril 1081 au 15 août 1118. Il est le troisième fils du curopalate Jean Comnène et d'Anne Dalassène, et le neveu de l'empereur Isaac Ier.
Son règne de 37 ans est l'un des plus longs de l'Empire byzantin et aussi l'un des plus agités. Son arrivée au pouvoir marque la fin d'une période de guerres civiles qui ont mis à bas les structures impériales solides de l'ère macédonienne tandis que les menaces extérieures s'amoncellent, conduisant à des pertes territoriales importantes, allant jusqu'à menacer la survie même de l'Empire. De ce fait, les premières années du règne d'Alexis sont toutes entières consacrées à la lutte d'abord contre les Normands puis contre les Petchénègues et les Seldjoukides. Il parvient dans un premier temps à défendre efficacement les frontières de l'Empire avant de reconquérir une partie de l'Asie mineure dans le sillage de la première croisade, même si ses relations avec les Croisés sont ambivalentes. En parallèle de cette intense politique étrangère, il procède à des réformes de grande ampleur de toute l'administration de l'Empire, fondant la légitimité de sa famille sur un réseau d'alliances matrimoniales particulièrement dense. La famille impériale devient le cœur du pouvoir. Enfin, il est également très impliqué dans les affaires religieuses de son époque.
À sa mort, Alexis lègue à son fils un territoire consolidé et agrandi. Son œuvre restauratrice et réformatrice est l'une des plus importantes de l'histoire de l'Empire byzantin. Cependant, si à court et moyen terme le gouvernement d'Alexis Ier est un succès, son bilan reste contrasté. Il ne parvient qu'imparfaitement à rétablir la puissance byzantine, car la reconquête de l'Asie mineure reste partielle. En outre, l'économie de l'Empire commence à subir la concurrence des républiques italiennes. Il est aussi accusé d'avoir mis fin à un début de renaissance culturelle. Enfin, les bases sur lesquelles repose désormais l'autorité impériale, c'est-à-dire sur les liens familiaux, apparaissent comme fragiles à long terme.

## Sources
Le règne d'Alexis Ier Comnène est particulièrement bien connu grâce aux sources différentes qui traitent de son règne. L'ouvrage fondamental reste l’Alexiade. Cet ouvrage est écrit par Anne Comnène, la fille aînée d'Alexis, qui reprend le texte écrit par son mari Nicéphore Bryenne. Elle lui donne un aspect littéraire bien plus affirmé, inspiré des textes des grands auteurs de la Grèce antique, qui en fait un ouvrage majeur de la littérature byzantine. Surtout, c'est une source primordiale à propos du règne d'Alexis Ier. Toutefois, il est nécessaire de prendre en considération l'admiration profonde d'Anne pour son père, ce qui l'amène à justifier systématiquement les actes de son père et de relativiser voire de mettre de côté ses erreurs. De ce fait, il est utile de compléter l'analyse du règne d'Alexis avec la chronique (l'Épitomé historion) de Jean Zonaras qui, à la différence d'Anne Comnène, a un regard beaucoup plus critique envers l'empereur : « Il remplissait ses fonctions non comme s'il s'agissait d'une charge publique et lui-même ne se considérait pas comme un dirigeant, mais plutôt comme un maître, désignant l'Empire comme son propre bien et s'y référant comme tel ». L'apparition du phénomène des croisades sous Alexis Ier Comnène rend particulièrement précieuse les chroniques occidentales qui éclairent sur les relations entre l'Empire byzantin et les Croisés. La Geste de Robert Guiscard de Guillaume de Pouille permet de disposer d'une vision occidentale de la guerre entre l'Empire byzantin et le royaume normand de Sicile. La Gesta Francorum et aliorum Hierosolimitanorum offre la même perspective pour la première croisade. D'autres sources d'époques apportent des compléments utiles. Ainsi, Alexis Ier rédige lui-même les Mousai à la fin de sa vie à l'intention de son fils et successeur Jean Comnène et qui éclairent sur sa vision du gouvernement de l'Empire.

## Une carrière militaire

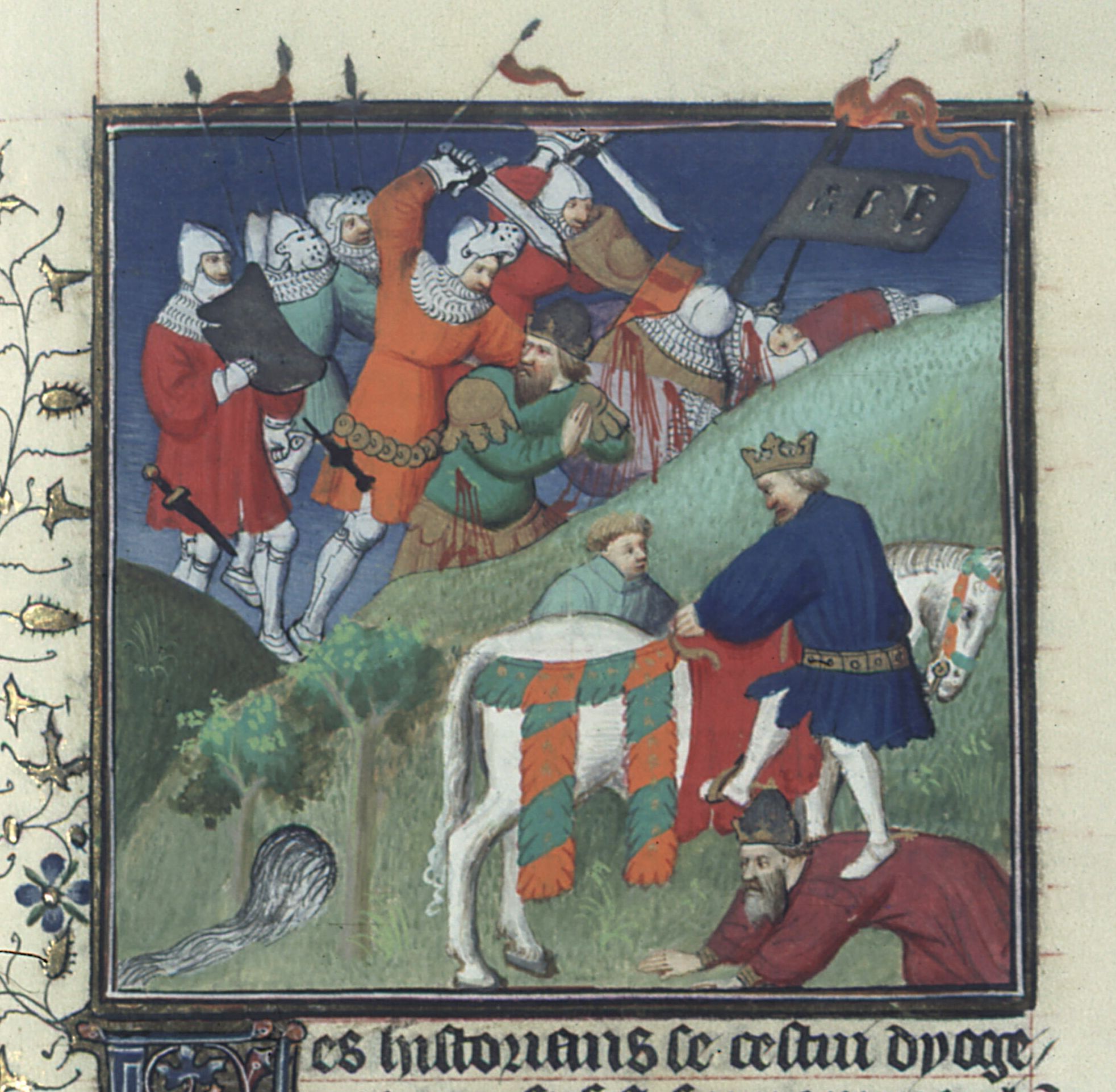
La bataille de Manzikert. Miniature du Maître de Bedford, tirée d'un manuscrit du Des cas des nobles hommes et femmes de Boccace, vers 1415, BnF, Fr.226.

Au XIe siècle l'Empire byzantin est marqué par l'ascension irrésistible d'une noblesse fondée sur la naissance et l'accès aux fonctions militaires. Alexis est membre d'une de ces familles, les Comnène. Elle est apparue relativement récemment, puisque son premier membre connu, Manuel Erotikos Comnène, contemporain de l'empereur Basile II, ne détient à l'époque que des postes relativement secondaires. Toutefois, à sa mort, ses fils sont encore très jeunes et bénéficient d'une éducation au sein même de la cour impériale. Parmi les fils de Manuel Comnène figurent Isaac Comnène et Jean Comnène. Le premier obtient d'abord des postes importants (il est notamment duc d'Antioche) et il a de solides relations à Constantinople où il a grandi. Il parvient au pouvoir en 1057, à la tête d'une rébellion soutenue par une partie des armées d'Anatolie, accompagné de son frère Jean, le père d'Alexis. C'est à cette date que la famille Comnène devient un des clans majeurs de l'Empire byzantin. Alexis est élevé, ainsi que ses frères, par sa mère Anne Dalassène en vue de monter un jour sur le trône. Celle-ci en effet n'a jamais accepté le refus de son mari, Jean Comnène, de succéder à son frère Isaac Ier lorsque celui-ci abdique en 1059 au profit de Constantin X. Si, à la suite de l'éviction d'Isaac, les Comnène sont relégués dans l'ombre par Constantin X, Anne Dalassène pratique une stratégie matrimoniale qui unit les Comnène à toutes les grandes familles de l'Empire pour renforcer son influence. Alexis prend ainsi, de sa position de courtisan, connaissance des principaux clans aristocratiques et de l'estimation de leur importance.
Son premier contact avec l'armée remonte aux mois qui précèdent la défaite de Manzikert (1071) quand sa mère envoie Alexis, alors âgé de treize ans, rejoindre l'empereur Romain IV Diogène pour remplacer son frère aîné Manuel Comnène, mort de maladie au cours de la campagne. L'empereur lui ordonne cependant de retourner immédiatement à Constantinople en raison de son jeune âge.

### La lutte contre Roussel de Bailleul
Au cours de la décennie de chaos qui suit la défaite de Manzikert, Alexis se montre un général capable. Vers 1073, alors âgé de 15 ans, il dirige sous les ordres de son frère Isaac une petite armée, qui affronte les Seldjoukides avec le mercenaire normand Roussel de Bailleul. Cependant, la trahison du Normand entraîne la défaite d'Isaac, capturé par ses adversaires. Alexis poursuit la lutte contre les Seldjoukides avec une armée inférieure en nombre, bat en retraite avec courage et regagne Constantinople à l'automne 1073. Le césar Jean Doukas, oncle de l'empereur, battu, est fait prisonnier par Roussel au pont du Sangarius (près d'Ancyre), ainsi que son fils Andronic. Roussel proclame son illustre prisonnier empereur.
Le chef normand représente une menace telle pour l'Empire que Michel VII Doukas s'entend avec les Seldjoukides pour s'en débarrasser. Battu en Cappadoce par l'émir turc Artouch, Roussel est fait prisonnier. Rapidement libéré contre rançon, il se réfugie en Arménie, à Amasya, et se rend maître des principales villes du Pont. Alexis, qui a juste 17 ans, est alors nommé stratopédarque en 1075 et envoyé pour s'emparer du Normand. Il ne dispose guère de plus d'un millier d'hommes et pratique une campagne de harcèlement. Alexis utilise aussi la diplomatie (constante que l'on retrouve plus tard tout au long de son règne) et prend contact avec un chef turc nommé Toutach, sans doute envoyé par Malik Chah Ier. Celui-ci s'empare de Roussel et le livre à Alexis, qui se trouve alors confronté au mécontentement des habitants d'Amasya, sur qui il compte pour payer la somme promise aux Seldjoukides. Il rentre alors sur Constantinople par mer, car la route terrestre est bloquée par des bandes turques, ce qui illustre l'affaiblissement de l'Empire.

### Une période troublée

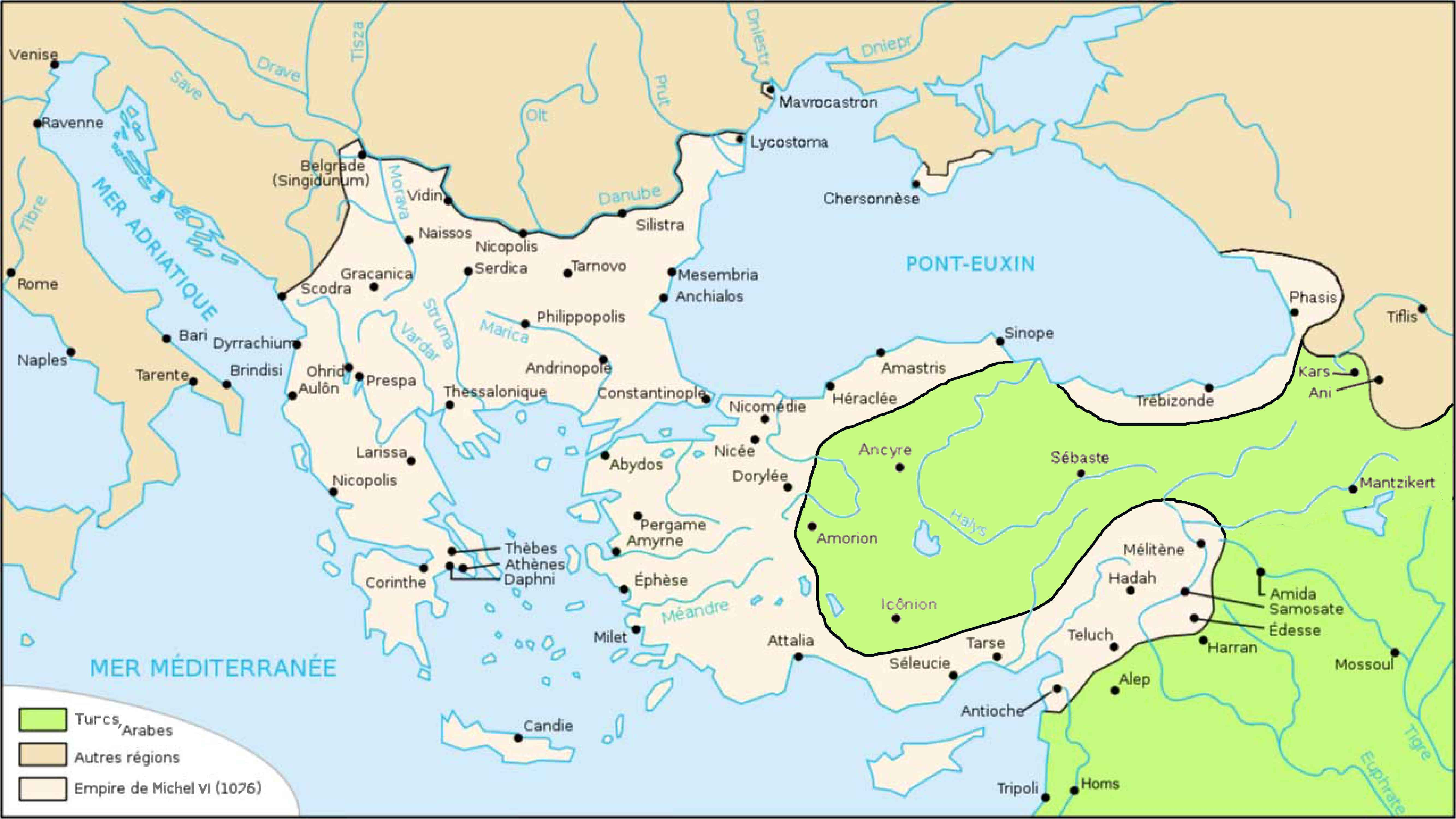
L'Empire byzantin en 1076.

En novembre 1077, Nicéphore Bryenne, général issu d'une famille illustre, se révolte et s'empare de la Macédoine, tandis que son frère Jean Bryenne tente d'assiéger la capitale. Alexis en commande la défense avec l'aide de Roussel de Bailleul, sorti de sa prison sur ordre de l'empereur Michel VII Doukas. Les deux anciens adversaires remportent la victoire sur l'armée de Jean Bryenne en janvier 1078. Cet exploit lève l'opposition de Michel VII au mariage d'Alexis avec Irène Doukas, petite-fille du césar Jean Doukas, oncle de l'empereur et véritable chef de la famille Doukas. Le fils unique de celui-ci, Andronic, est mourant et il paraît important à Jean Doukas et à sa bru, Marie de Bulgarie, d'assurer l'avenir de la famille à un protecteur à l'étoile montante d'autant que l'horizon politique du basileus semble incertain.
En effet, à peine cette victoire est-elle obtenue qu'une seconde révolte éclate, menée par le duc des Anatoliques, Nicéphore Botaniatès, en Asie mineure. Le 25 mars 1078, une émeute de ses partisans éclate dans Constantinople. Alexis, qui dirige les troupes de la capitale, est persuadé qu'il est possible de tenir tête aux insurgés, mais Michel VII Doukas préfère abdiquer (24 mars 1078). Alexis tente alors vainement de convaincre Constantin Doukas, le frère de Michel, de monter sur le trône ; devant le refus de ce dernier, il se rallie à Nicéphore Botaniatès. Celui-ci, trop heureux de ce soutien qui lui livre la capitale, accepte avec empressement et monte sur le trône sous le nom de Nicéphore III Botaniatès, épousant la femme de Michel VII Doukas, l'impératrice Marie d'Alanie. Celle-ci espère cependant préserver les droits au trône de son fils Constantin Doukas et cherche un protecteur en la personne d'Alexis faisant de lui, en l'adoptant de façon officielle au printemps 1078, le frère de son fils âgé de 4 ans. Il est plus que probable qu'une liaison entre Alexis et Marie d'Alanie, réputée pour sa beauté, intervient vers 1078, d'autant que la femme d'Alexis n'a à l'époque qu'une douzaine d'années.
Alexis écrase définitivement l'insurrection de Nicéphore Bryenne (printemps 1078) grâce à l'utilisation de mercenaires seldjoukides. Bryenne est conduit à Constantinople et aveuglé sur ordre de Nicéphore III Botaniatès. Un troisième compétiteur, Nicéphore Basilakios, qui avait succédé à Nicéphore Bryenne comme duc de Dyrrachium, se soulève à son tour et s'empare de la Macédoine et de Thessalonique (printemps-été 1078). Alexis, aidé de Tatikios, est chargé par Nicéphore III de mettre fin à l'insurrection. Basilakios est vaincu par ruse et livré par ses propres hommes. Il est aveuglé lors de son transfert vers la capitale. Alexis est alors autorisé à rentrer dans la capitale avec ses troupes par Nicéphore III et obtient la dignité de sébaste.

### La prise du pouvoir

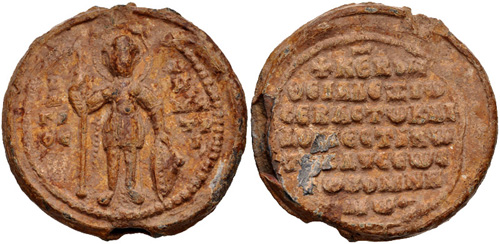
Sceau d'Alexis alors qu'il est domestique des Scholes.

Alexis Comnène est dans un premier temps considéré avec honneur par le nouvel empereur ainsi que sa famille. Le frère aîné d'Alexis, Isaac, de retour d'Antioche à l'été 1078, est nommé sébaste lui aussi. Marié à une cousine de l'impératrice Marie d'Alanie, il réside au Grand Palais et devient proche du basileus. L'âge avancé de Nicéphore III déclenche des ambitions : celles d'Alexis et de son frère Isaac, soutenus par leur mère Anne Dalassène, mais aussi celle de Jean Doukas qui a deux petits-fils, Michel Doukas et Jean Doukas, pouvant prétendre au trône. Marie d'Alanie, enfin, n'a pas renoncé à l'Empire pour son fils Constantin Doukas. Alexis reste cependant le prétendant le plus sérieux : il est à la fois allié aux Doukas par son mariage, adopté par Marie d'Alanie et surtout général prestigieux ayant des relais nombreux dans l'armée.
La situation devient extrêmement critique pour l’Empire avec l'installation du sultan seldjoukide Suleiman Ier à Nicée et une menace d'invasion de l'Empire par Robert Guiscard et ses Normands. Nicéphore III commet alors une première maladresse en dépouillant de ses attributs impériaux le jeune Constantin Doukas, s'attirant ainsi la haine de l'impératrice. Un complot se noue entre cette dernière et les frères Comnène. Alexis fait venir des troupes vers la capitale. Mis au courant, Nicéphore décide l'arrestation et l'aveuglement de ce dernier et de son frère, mais Marie d'Alanie prévient les Comnène.

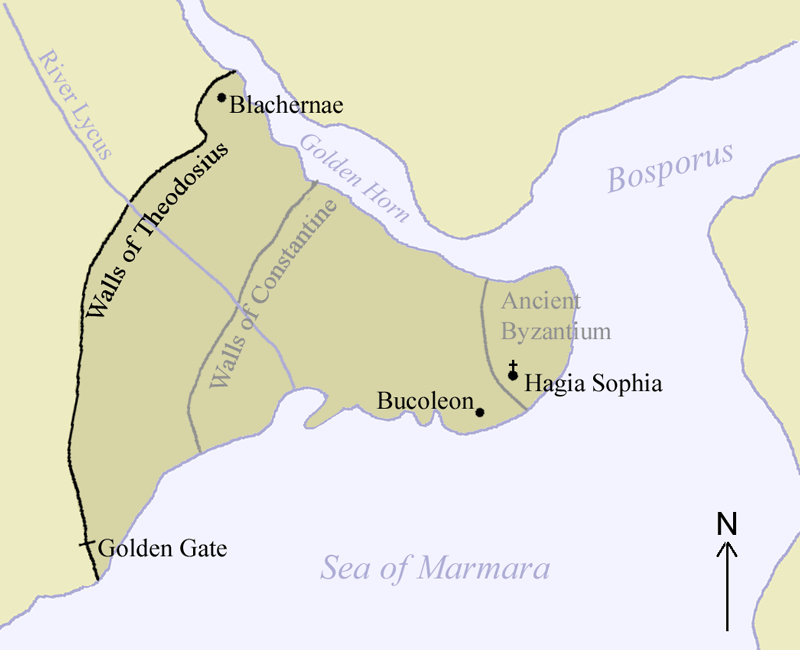
Plan de Constantinople.

Dans la nuit du 14 février 1081, Alexis prend contact avec les généraux Grégoire Pakourianos et Constantin Humbertopoulos et reçoit leur soutien, puis il quitte la capitale et se rend à Schiza. Il reçoit alors l'appui, décisif sur le plan financier, du césar Jean Doukas, chef de cette famille. Pendant ce temps, à Constantinople, les femmes de la famille Comnène sont enfermées dans un monastère. À Schiza, Alexis est alors proclamé Empereur, après l'effacement de son frère aîné, Isaac, à son profit; cet effacement traduit aussi la volonté du clan Doukas dont est issue la femme d'Alexis. Finalement, Isaac lui-même chausse son frère des bottes pourpres, insigne impérial par excellence. Il le seconde avec efficacité jusqu'à sa mort (vers 1104).
Alexis marche ensuite sur la capitale, dont il fait le siège. Cependant, Nicéphore III Botaniatès dispose de troupes non négligeables, en particulier les corps d'élite de mercenaires que sont les Varanges et les Chomatènoi. De plus, le Sénat et le peuple de Constantinople sont hostiles à Alexis. Enfin, la majeure partie des troupes d'Asie mineure soutient un autre prétendant au trône, Nicéphore Mélissène ; celui-ci s'empare de Damalis, en face de la capitale. C'est surtout avec le soutien des troupes « européennes », ainsi que des auxiliaires turcs, qu'Alexis assiège la capitale. Quelques attaques infructueuses lui font prendre conscience que le plus simple est de circonvenir une partie des défenseurs, souvent des mercenaires étrangers. Alexis rallie à sa cause le chef des Némitzoi (mercenaires allemands), à la tête de la garde de la porte d'Andrinople, et pénètre le Jeudi saint (1er avril 1081) dans Constantinople. Une partie de la ville est alors livrée au pillage par les mercenaires d'Alexis avant que ce dernier ne reprenne le contrôle de ses troupes. Nicéphore propose à Alexis un partage du pouvoir mais, sous l'influence du patriarche de Constantinople Cosmas Ier, il finit par abdiquer et se retire dans un monastère. Alexis écarte rapidement le dernier prétendant, Nicéphore Mélissène, qui proposait un partage de l'Empire, en lui octroyant la dignité de césar et la ville de Thessalonique,.

## L'homme d'État
C'est un homme jeune qui accède au pouvoir. En dépit de cette jeunesse, le nouveau basileus a déjà derrière lui une longue expérience militaire dont les succès ont dépendu pour l'essentiel de son habileté diplomatique plus que de ses qualités militaires. De petite taille, il possède un charisme certain (que notent plus tard les chroniqueurs de la première croisade) et un parfait contrôle de soi. Peu cruel de nature, il laisse ses deux prédécesseurs terminer leur vie l'un sur un trône épiscopal (Michel VII Doukas), l'autre dans un monastère (Nicéphore III Botaniatès), il est capable cependant d'utiliser la ruse et même la terreur quand la situation l'exige.
Son mariage avec Irène Doukas conforte son trône, en recevant le soutien de l'une des plus grandes familles de l'empire. Jusque sur son lit de mort, il est cependant contraint de déjouer les intrigues et complots de l'aristocratie byzantine et de son entourage familial. Ainsi sa mère, décrite comme dominatrice et possessive, éprouve une haine féroce envers la nouvelle impératrice et son clan, haine partagée par Marie d'Alanie, femme de Michel VII Doukas, de Nicéphore III Botaniatès et probable maîtresse d'Alexis avant son accession au trône. Pour limiter les risques d'usurpation, Alexis pratique une habile politique d'alliances matrimoniales. Sa fille aînée, Anne Comnène, épouse ainsi Constantin Doukas (fils de Michel VII Doukas et de Marie d'Alanie), puis, après le décès de celui-ci, Nicéphore Bryenne, le fils du révolté de Dyrrachium.

### Le redressement financier
La situation de l'Empire en 1081 est dramatique. Dans les Balkans, les Byzantins sont confrontés aux Normands de Robert Guiscard ainsi qu'aux invasions des Petchenègues. Les peuples slaves en Serbie et Dalmatie sont en dissidence. La Cilicie, peuplée par des vagues de migrations arméniennes, indépendante de fait, est le théâtre de luttes fratricides de plusieurs roitelets. De plus, la perte de l'Anatolie prive le basileus d'importantes recettes fiscales car l'ancien système de collecte des impôts s'est effondré. L'un des premiers défis auquel s'attaque Alexis Ier Comnène est donc le problème financier. Les moyens utilisés par l'empereur pour faire rentrer de l'argent ne sont guère populaires mais néanmoins efficaces. La population est taxée à la limite du supportable, certains biens de nobles et de l'Église sont confisqués, les peines judiciaires sont fréquemment des amendes plutôt que des peines d’emprisonnement. Enfin, Alexis Ier prend deux décisions majeures qui se révèlent catastrophiques à long terme : il accorde d'énormes avantages commerciaux à Venise par la bulle d'or de 1082, au détriment du commerce byzantin lui-même, ce qui dans un premier temps lui assure l'alliance de la puissante flotte de la cité des doges mais l'expose à sa concurrence croissante, symbolisée par le développement du quartier vénitien au sein même des remparts de Constantinople.
Dans le même temps, il dévalue la monnaie impériale (le nomisma) qui, durant sept siècles avait été la seule monnaie stable du bassin méditerranéen. En fait, Alexis légalise la chute de la valeur de la monnaie byzantine de dix-sept carats à deux carats entre 1071 et 1092. Les monnaies d'or des premiers temps du règne d'Alexis sont composées presque exclusivement d'argent. Face à ce phénomène, l'empereur entreprend une importante réforme monétaire après sa victoire contre les Pétchénègues. Il rétablit une monnaie d'or de valeur importante, l'hyperpérion, stable durant les deux siècles suivants. Cette politique permet à Alexis de remettre sur pied une administration efficace, de reconstituer l'armée, la flotte impériale ainsi que d'entretenir une cour fastueuse.

### Le danger normand (1081-1085)

Détail de l'offensive normande en Grèce en 1081-1085.

En politique étrangère, Alexis Ier Comnène doit choisir contre quel adversaire lutter en premier. La lutte contre les Seldjoukides suppose un effort à long terme qu'il n'est pas encore capable d'effectuer. De plus, les querelles internes affaiblissent provisoirement les Seldjoukides. Aussi choisit-il dans un premier temps de repousser l'attaque normande. Robert Guiscard et ses troupes viennent de s'emparer d'Avlóna et assiègent Dyrrachium depuis l'été 1081. En outre, de manière plus inquiétante pour Alexis, Robert justifie son intervention par sa volonté de rétablir sur le trône l'ex-empereur Michel VII Doukas avec lequel il avait signé une alliance en 1074, ce qui menace directement la légitimité d'Alexis comme empereur. Ses effectifs sont compris entre 10 000 et 15 000 hommes. Alexis, lors de sa prise du pouvoir, a immédiatement remplacé le duc de Dyrrachium, Georges Monomachos, jugé peu fiable, par son beau-frère Georges Paléologue qui en organise immédiatement la défense. La flotte vénitienne, alliée aux Byzantins, inflige une grave défaite aux Normands en juillet 1081 les forçant à lever le siège maritime mais pas le siège terrestre,.
En octobre de la même année, Alexis intervient avec une armée dont le corps principal est la garde varangienne composée, pour l'essentiel, d'Anglo-Saxons mais recrute aussi de nombreux mercenaires turcs. Alexis repousse l'avis de ses généraux expérimentés qui conseillent une guerre de harcèlement et attaque immédiatement Robert Guiscard. La bataille est longtemps incertaine ; Alexis est finalement sévèrement battu et doit fuir le champ de bataille en abandonnant la tente impériale. Dyrrachium tombe en février 1082, après avoir ouvert ses portes aux Normands. Robert Guiscard contrôle ainsi la Via Egnatia qui lui ouvre la route de Thessalonique et surtout de Constantinople.
Dans ces circonstances dramatiques se mesure l'habileté d'Alexis lequel a toujours plusieurs fers au feu. Ce désastre militaire est effectivement rapidement compensé par une habile politique diplomatique. Anne Comnène indique qu'Alexis avait fortifié « les endroits situés en face de Robert et devant lui ; mais il n'avait pas négligé non plus d'intervenir derrière lui. » Un rapprochement est mené avec l'empereur du Saint-Empire Henri IV en lutte avec le pape Grégoire VII et ses alliés normands. L'empereur germanique intervient militairement devant Rome en mai 1081 puis de nouveau au printemps 1082. Alexis soutient aussi les revendications des neveux de Robert, Abagelard de Hauteville et Herman de Hauteville, qui lui disputent l'héritage d'Onfroi de Hauteville, son frère aîné. Une partie des Pouilles se soulève contre Robert au début de 1082. Enfin, Alexis renforce son alliance avec Venise. C'est dans ce contexte difficile pour l'Empire qu'il faut comprendre les privilèges commerciaux considérables obtenus par les Vénitiens avec la bulle d'or de mai 1082. Venise, aidée d'une flotte byzantine, remporte au printemps 1082 un second succès naval sur les Normands.
Ces événements obligent Robert Guiscard à repartir en Italie en avril 1082 avec une partie de ses troupes. Il laisse son fils Bohémond de Tarente en Grèce. Celui-ci s'enfonce en territoire byzantin et Alexis se précipite pour essayer d'arrêter la marche de l'envahisseur. Il est battu à Ioannina (mai 1082) puis de nouveau à Arta (juillet 1082) et retourne (août 1082) à Constantinople reconstituer une armée. Bohémond assiège Larissa pendant six mois ce qui laisse à Alexis le temps de recruter de nombreux mercenaires dont plus de 7 000 Turcs. Il réussit aussi à débaucher une partie des officiers de Bohémond. À la fin de l'été 1083 il entame une campagne d'embuscades. Il parvient par un stratagème à faire sortir la cavalerie de Bohémond du siège de Larissa et massacre les fantassins de son adversaire. Les soldats normands sont découragés et ne sont plus payés. Il est ainsi aisé à Alexis de leur faire changer d'allégeance. Bohémond retourne alors à Avlóna puis en Italie afin de trouver de quoi payer ses troupes.

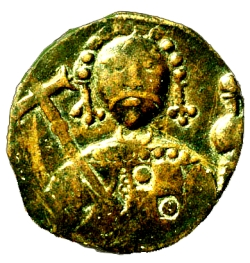
Pièce de monnaie à l'effigie de Robert Guiscard.

Robert Guiscard, cependant, ne renonce pas. Il débarque en Grèce de nouveau en 1084 avec une flotte importante et une armée bien équipée. Après un premier échec face aux Vénitiens, Robert remporte un large succès en face de Corfou et s'empare de l'île. La mort de Guiscard en juillet 1085, et les luttes de succession entre ses héritiers, libèrent l'Empire d'un grand danger. Les troupes normandes retournent en Italie, permettant le rétablissement de l'autorité impériale dans les provinces occidentales de l'Empire.

### La politique d’Alexis face aux Seldjoukides (1085-1092)

#### Le déclin byzantin en Asie mineure
En Asie mineure la situation de l'Empire byzantin s'est terriblement dégradée depuis la défaite de Manzikert face aux Seldjoukides en 1071. Le principal chef des Seldjoukides, Suleiman Ier, chargé par le sultan Malik Chah Ier de poursuivre la guerre contre les Byzantins, s'acquitte de sa tâche avec une telle vigueur que la quasi-totalité de l'Anatolie est perdue pour Constantinople.
Cette situation est rendue possible pour plusieurs raisons. Depuis le règne de Basile II, les grandes familles résident le plus souvent à Constantinople, privant de ses chefs le système local de défense, sur le modèle du château fort d'Europe occidentale, contre les Seldjoukides. Contrairement aux Arabes, les Seldjoukides souhaitent s'établir en Anatolie. La défense de ces terres est laissée à l'empereur.
De plus, les rébellions incessantes contre les Empereurs après la fin de la dynastie macédonienne, et le recours à des mercenaires Seldjoukides, favorisent l'avance de ces derniers. Suleiman soutient ainsi en 1082 la tentative de Nicéphore Mélissène. Quand ce dernier se soumet à Alexis, Suleiman s'est emparé de Nicée, d'une partie de la Bithynie et de quelques cités de la Phrygie. Nicée devient même la capitale officielle du sultanat seldjoukide d'Anatolie.
À partir de 1084-1085 les anciens territoires byzantins en Asie mineure, à l'exception des rivages la mer de Marmara et de certaines régions côtières, sont contrôlés par les Seldjoukides. Ainsi, ces derniers s'emparent de la grande cité d'Antioche (13 décembre 1084) ainsi que, peu après, des villes de Mélitène et Édesse, peuplées d'Arméniens pour la plupart. Seule Trébizonde, sur la côte nord de la mer Noire, reste byzantine.

#### La politique d'Alexis face aux Seldjoukides
Alexis Ier Comnène doit choisir l'ennemi à combattre en premier, les Normands ou les Seldjoukides. Contrairement à Robert Guiscard, dont l'objectif est clairement Constantinople, les Seldjoukides ne semblent pas avoir encore de dessein impérial et représentent aux yeux d'Alexis un danger moins pressant. Aussi fait-il le choix de défendre la partie occidentale de l'Empire. Pour cela, il mène une intense activité diplomatique pour acheter la paix aux Seldjoukides afin de se consacrer à la guerre contre les Normands et n'hésite pas à recruter des mercenaires turcs dans ses propres troupes. Il parvient cependant à reprendre le point d'appui de Damalis, promontoire situé en face de Constantinople, juste de l'autre côté du Bosphore.
Face aux Seldjoukides, la politique d'Alexis est d'une grande constance, « diviser pour régner ». La mort en 1086 du principal chef turc, Suleiman Ier, qui venait de prendre Antioche et qui marchait sur Alep, tué par un de ses rivaux, jette la confusion chez les Seldjoukides d'Anatolie et vient en aide au basileus. Les différents subordonnés de Suleiman se rendent indépendants et Nicée ainsi reste six ans entre les mains d'un rebelle, Ebul Kasim Saltuk, et ce n'est qu'en 1092, peu avant sa mort, que Malik Chah Ier parvient à rétablir le fils de Suleiman, Kılıç Arslan Ier. Alexis profite de cette situation confuse pour reconquérir Cyzique et signe un traité d'assistance avec Ebul Kasim Saltuk (vers 1086). Alexis reçoit des propositions d'alliances de Malik Chah Ier lui-même (à l'époque le plus grand souverain du monde musulman) à au moins deux reprises. En 1086, au moment où il négocie avec Ebul Kasim Saltuk (qui craint l'intervention du Sultan et se rapproche de Constantinople pour cette raison) vers 1091-1092. À cette époque Malik Chah cherche à se débarrasser de son frère Tutuş, qui gouverne Antioche, et à rétablir le fils de Süleyman Ier à Nicée. Il propose à Alexis la restitution des villes de Bithynie et du Pont et un mariage entre Anne Comnène et son fils aîné.

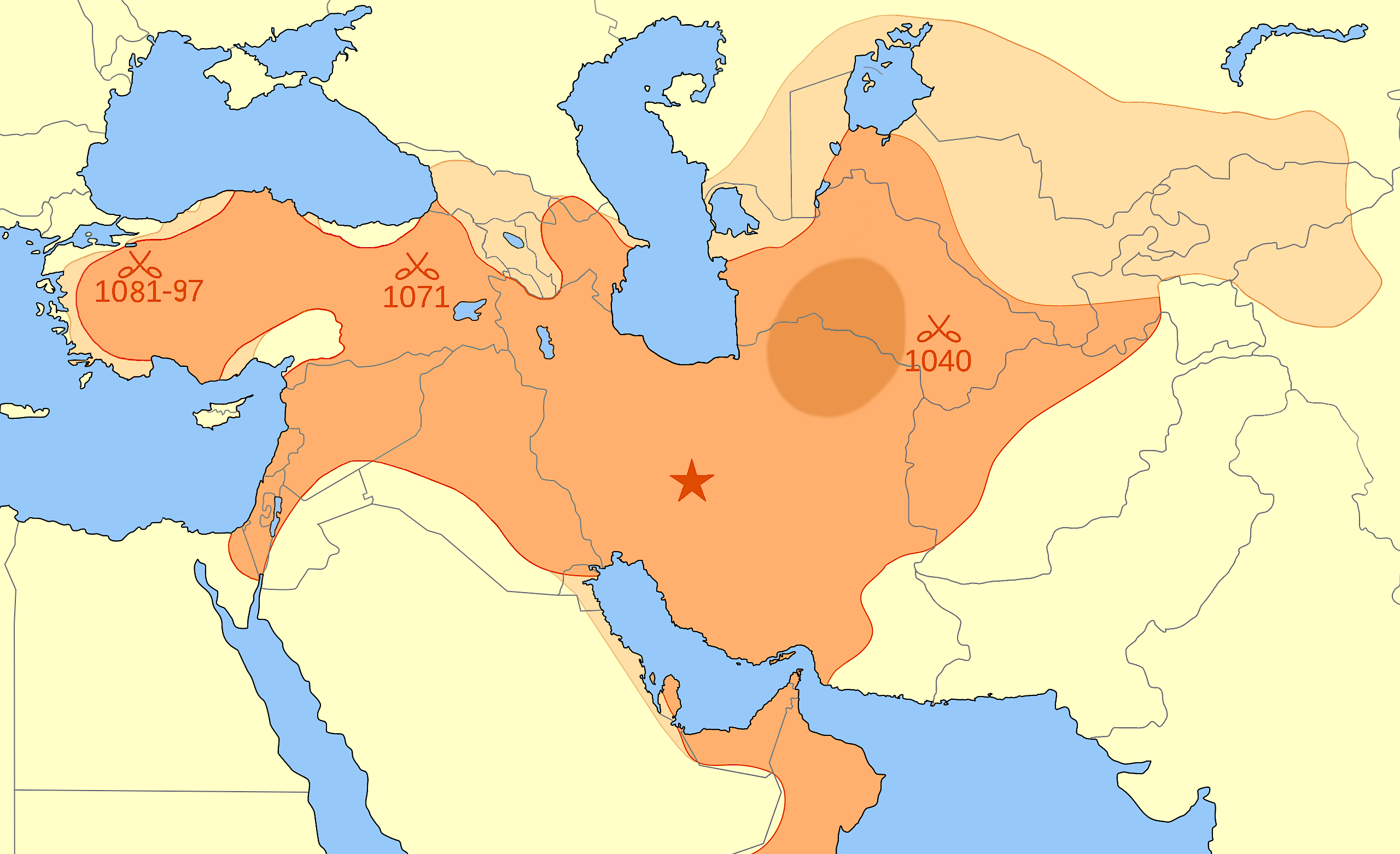
L'empire Seldjoukide à la mort de Malik Chah Ier, 1092.

L'assassinat de Malik Chah en 1092 entraîne l'abandon du projet. Cependant Alexis est confronté à un nouvel adversaire potentiellement plus dangereux, l'émir turc de Smyrne, Zachas.

#### La lutte contre Zachas
En effet l'émir turc de Smyrne, Zachas, tente à la fois de fédérer les roitelets turcs dans le cadre d'une alliance et se rend maître, entre 1080 et 1090, de la côte égéenne et des îles de Lesbos, Chios, Samos et Rhodes, avec la complicité de nombreux Grecs constituant l'armature de sa puissance navale. Alexis lui inflige une défaite en mer de Marmara, avec la flotte impériale reconstituée mais il n'est débarrassé du danger qu'en suggérant à Kılıç Arslan, qui avait épousé vers 1092, la fille de Zachas, l'assassinat de ce dernier. En 1093 lors d'un banquet à Nicée, son gendre le fait assassiner,. Alexis ne récupère pas pour autant les possessions de Zachas : en effet, seules la bataille de Dorylée et l'aide des Croisés chassent le fils de Zachas des derniers territoires en sa possession.

### Le danger petchénègue (1086-1091)
L'un des facteurs qui expliquent la relative passivité d'Alexis dans les années 1086-1092 face aux Turcs est la menace immédiate et réelle que représentent les Petchénègues sur la frontière danubienne. Ce peuple d'origine turque est repoussé vers le sud par les Russes. Quand en 1083 Alexis décide d'exiler les chefs Pauliciens, une secte dualiste implantée en Thrace et considérée comme hérétique, certains traitent avec les Petchénègues, qui vivent à l'époque au nord-est de l'actuelle Bulgarie, et qui commencent une série d'incursions. Une expédition armée dirigée par le domestique d'Occident Grégoire Pakourianos est vaincue à la bataille de Béliatova en janvier 1086 et les Petchénègues s'emparent de la Thrace en 1086 ou 1087 avec l'aide des Hongrois. Les Byzantins sont battus à Silistra en 1087 par des adversaires plus nombreux et mieux organisés,.
Cependant la discorde s'installe entre Petchénègues et Coumans à propos du butin important de la bataille et Alexis en profite pour négocier une paix avec les premiers. Il redoute une alliance des deux peuples. Cette paix n'est qu'une fiction et les Petchénègues recommencent rapidement leurs incursions en Thrace. Au printemps 1089 ils massacrent à Charioupolis environ 300 archontopouloi Ce massacre est ressenti à Constantinople comme une catastrophe majeure.
En 1091, les Petchénègues occupent la région de Gallipoli et s'allient aux Seldjoukides et en particulier Zachas en février. Cette alliance, potentiellement mortelle pour l'Empire, échoue en raison des divisions internes aux Turcs et grâce à l'habileté diplomatique d'Alexis qui s'allie aux Coumans dont près de 40 000 viennent d'arriver sur les pas des Petchénègues. C'est à ce moment qu'Alexis utilise avec habileté son arme favorite, la diplomatie. Il détache les Coumans de l'alliance petchénègue par une habile politique de cadeaux et un banquet mémorable. Les Coumans s'allient alors aux troupes byzantines et écrasent les Petchénègues le 29 avril 1091 à la bataille de la colline de Lebounion. Le nombre de prisonniers est tel que les Byzantins craignent une révolte de ceux-ci. Un grand nombre est alors massacré probablement avec l'accord tacite d'Alexis bien qu'Anne Comnène tente de dégager sa responsabilité,,.
Alexis Ier Comnène est alors définitivement libéré des menaces sur sa frontière septentrionale et peut se consacrer entièrement à la lutte contre les Seldjoukides.

### Les rapports avec l'Occident

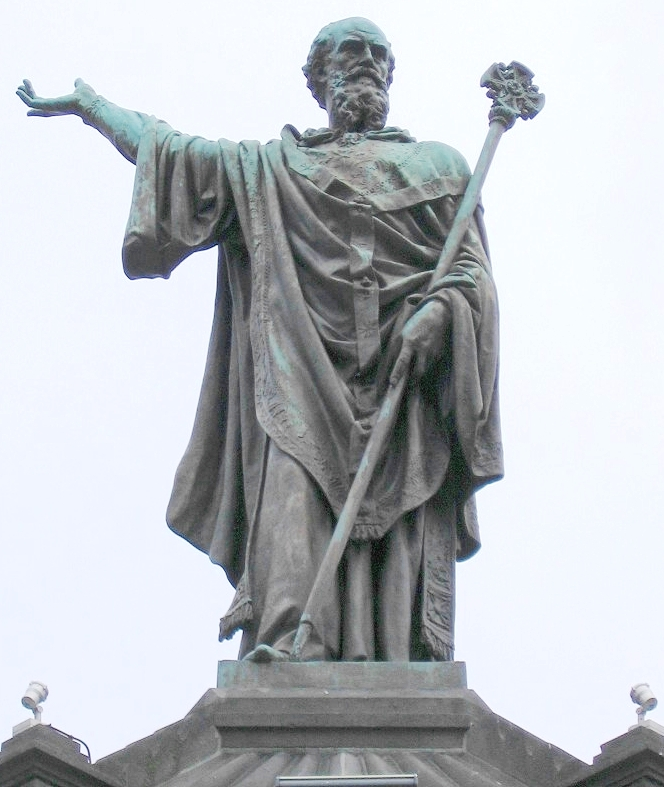
Statue d'Urbain II sur la place de la Victoire de Clermont-Ferrand.

Les rapports diplomatiques d'Alexis Ier avec les pays occidentaux d'Europe sont dans un premier temps relativement conflictuels. Le pape Grégoire VII avait entretenu de bonnes relations avec Michel VII Doukas et, après la déposition de celui-ci en 1078, excommunie immédiatement son successeur Nicéphore III Botaniatès. Cette excommunication s'étend en avril 1081 au nouvel empereur, Alexis Ier Comnène. Ce dernier tente en juin 1081 de renouer le contact et d'avoir l'appui du pape contre les entreprises de Robert Guiscard mais sans que ses lettres reçoivent de réponse. L'empereur Henri IV, en conflit avec le pape, prête une oreille plus attentive aux ambassadeurs d'Alexis et aux subsides que l'empereur byzantin lui verse. Alexis, en représailles à l'attitude de Grégoire VII, ferme les églises latines de Constantinople. La mort de ce dernier le 25 mai 1085 est accueillie avec soulagement. L'élection en mars 1088 sur le trône pontifical d'Eudes de Châtillon sous le nom d'Urbain II permet une amélioration nette des relations diplomatiques. En délicatesse avec les Normands de Sicile et Henri IV, il parvient habilement à accroître son influence politique et spirituelle. En 1095 son autorité est considérable.
Urbain II souhaite renouer le contact avec la chrétienté orientale et entreprend des négociations avec Alexis, sous le contrôle étroit de Roger Ier de Sicile qui a succédé à son frère Robert Guiscard mais qui se désintéresse de la conquête de l'Empire byzantin. De son côté, l'empereur se montre désireux de rétablir de bonnes relations avec le pape. En septembre 1089 Urbain II lève officiellement le ban d'excommunication contre Alexis Comnène, en présence des ambassadeurs de celui-ci. Des deux côtés de la chrétienté, un réel désir de pacification des relations se fait jour. Le même mois un synode s'ouvre à Constantinople et constate, opportunément, que le nom du pape a été omis dans les diptyques de l'Église non par quelques décision canonique, mais vraisemblablement par manque d'attention. Le patriarche de Constantinople Nicolas III Grammatikos écrit à Urbain II et lui donne un délai de 18 mois pour expédier une lettre systatique afin de réparer cet « oubli ». La réconciliation avec la papauté est un succès nécessaire à Alexis qui abandonne, par réalisme, les religieux grecs en Italie tels Romain, archevêque de Rossano et le métropolite de Trani inquiets des empiétements du pape sur leurs territoires et qui soutiennent l'antipape Clément III.
Même si Urbain II, peu soucieux d'aborder avec Constantinople des questions de théologie, n'envoie pas de lettre systatique, les bonnes relations sont rétablies. En 1090, une ambassade byzantine apporte un message d'amitié au pape. Certes les controverses théologiques se poursuivent, mais en sourdine.

### La première croisade
La première croisade constitue l'événement majeur du règne d'Alexis Ier Comnène. Elle révèle l'ambivalence des relations entre les deux pôles de la chrétienté. S'ils ont des objectifs et des ennemis communs, les divergences de vue, tant théologiques que sur les buts de guerre, restent majeures. Dans le même temps, si Alexis intègre la montée en puissance de l'Occident en s'entourant d'hommes originaires de l'Europe occidentale et en encourageant la venue de mercenaires de ces régions, il est aussi méfiant face à l'expansion que connaît cette région du monde, tant sur le plan militaire que sur le plan économique, avec l'émergence des républiques italiennes. En la matière, le règne d'Alexis est un tournant sur le plan des relations entre l'Occident et l'Empire byzantin.

#### Une situation paradoxale
La situation pour Alexis Ier au milieu des années 1090 est paradoxale. Le pouvoir seldjoukide semble décliner. Le sultan Malik Chah Ier est mort en novembre 1092 et sa disparition entraîne une guerre de succession qui divise profondément les Seldjoukides. Le successeur de Malik Chah Ier, son frère Tutuş, meurt à son tour en 1095 laissant deux fils, frères ennemis, régner l'un sur Alep (Ridwan d'Alep) et l'autre sur Damas (Duqâq de Damas). Des chefs turcs et kurdes s'établissent en Irak et en Syrie. Kerbogha, l'atabeg de Mossoul, grignote progressivement le territoire de Ridwan. Les Fatimides s'implantent progressivement dans le sud de la Palestine et se rapprochent de Jérusalem où gouvernent les Artukides. Enfin un clan chiite, les Banû ’Ammâr s'implante à Tripoli. Pour Alexis, il existe donc une occasion réelle de reprendre pied en Anatolie et en Syrie d'autant qu'il a rétabli la domination byzantine sur les Balkans et la côte ionienne. Mais le point faible des Byzantins demeure l'armée, dont les effectifs, trop faibles, se montrent peu expérimentés, à l'exception des mercenaires à la fiabilité parfois douteuse. Alexis, qui doit garder des effectifs importants dans les Balkans et sur sa frontière danubienne, doit donc recruter des effectifs supplémentaires pour passer à l'offensive contre les Seldjoukides. Sa politique de rapprochement avec le pape se révèle utile si elle permet d'user de l'influence de celui-ci pour enrôler de nouvelles recrues. D'autant que par le passé des seigneurs occidentaux sont déjà venus combattre aux côtés des Byzantins. C’est ainsi que des plénipotentiaires byzantins sont amenés à prendre la parole lors du concile de Plaisance réuni par Urbain II en mars 1095, peu avant son départ pour la France et Clermont. Nous ignorons le détail de leurs discours mais ils semblent insister sur les épreuves subies par les chrétiens orientaux et sur la nécessité de s'enrôler sous la bannière impériale afin de chasser les « Infidèles ». Cette intervention marque fortement Urbain II qui invite les chrétiens qui l'écoutent à s'engager par serment à aller secourir l'empire de Constantinople. De plus, dans un contexte général de recul de l'Islam en Europe (Espagne, Sicile), le pape envisage un dessein plus vaste que le simple envoi de mercenaires à Alexis Ier, il songe désormais à une « guerre sainte ».

#### L'appel de Clermont

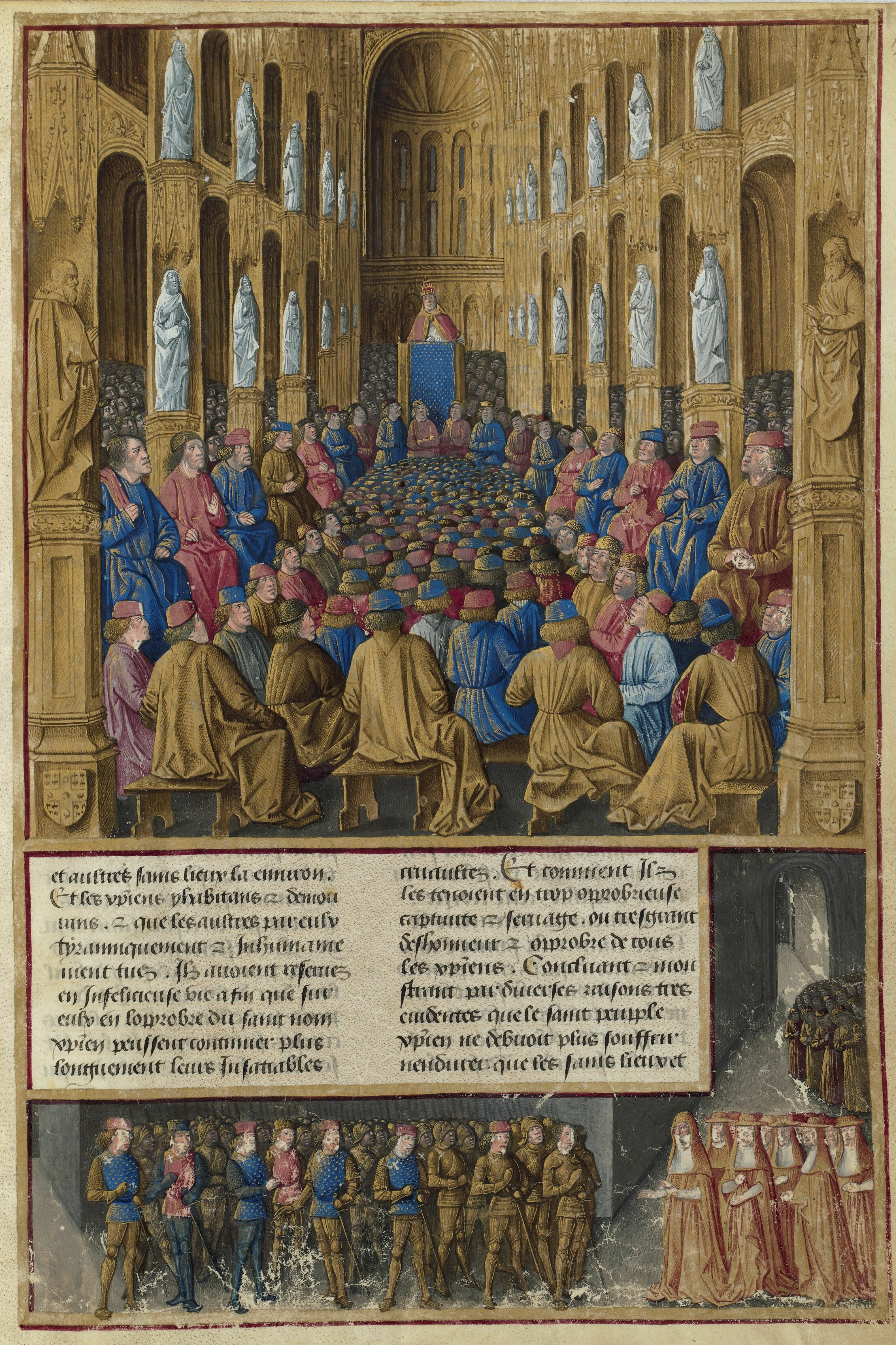
Le prêche du pape Urbain II au concile de Clermont. Miniature de Jean Colombe, extraite des Passages d'outremer, vers 1474, BnF, Fr.5594.

Lors du concile de Clermont, convoqué pour le 24 novembre 1095, Urbain II invite ses auditeurs à employer leurs forces pour la défense de leurs frères d'Orient victimes des sévices que leur infligent les musulmans. Ce n'est pas d'ailleurs un projet nouveau. Grégoire VII en avait formulé un similaire au moment de la défaite de Manzikert mais qui avait été abandonné après la déposition de Michel VII Doukas. Lorsque le pape quitte Clermont le 2 décembre, il ignore encore le succès que va avoir son appel dans toute l'Europe et qu'il a déclenché un mouvement dont les conséquences pour la Chrétienté et Constantinople sont incalculables.

#### AlexisIerComnène se prépare à l'arrivée des croisés
En 1096, Alexis est dans une période de calme assez inédite dans l'histoire complexe de l'Empire byzantin. Il vient d'infliger une cuisante défaite aux Coumans et a ainsi stabilisé sa frontière danubienne pour longtemps. Les renseignements qui lui parviennent d'Europe sont cependant inquiétants. Ce ne sont pas des troupes réduites, incorporables sans grandes difficultés dans son armée, qui proviennent de l'Occident mais de véritables armées susceptibles d'agir pour leur propre compte,. Si l’on en croit Anne Comnène, l'empereur et la cour apprirent que « Tout l'Occident et toutes les tribus barbares d'au-delà de la mer Adriatique, jusqu'aux Colonnes d'Hercule faisaient mouvement vers l'Asie à travers l'Europe amenant des familles entières avec eux. » Ce que semble craindre Alexis c'est une attaque sur sa capitale dont les richesses peuvent exciter les convoitises des Occidentaux. De plus il apparaît clairement qu'une première expédition composée de bandes désorganisées (la croisade populaire) précède la croisade seigneuriale. L'idée d'une attaque sur Constantinople paraît avoir été retenue par l'entourage impérial qui n'oublie pas les tentatives, quelques années plus tôt, de Bohémond de Tarente, qui participe lui-même à la croisade.
Alexis ne perd cependant pas son sang-froid. Afin d'empêcher les pillages il est nécessaire de nourrir les armées croisées, aussi fait-il aménager des dépôts de provisions dans les grands centres urbains de l'Empire. Il organise aussi des unités afin d'encadrer les déplacements des troupes occidentales pour éviter tout débordement. Le gouverneur de Dyrrachium, Jean Comnène, un neveu d'Alexis, reçoit l'ordre d'accueillir les chefs de la croisade cordialement mais de veiller à contrôler leur moindre déplacement. L'amiral Nicolas Maurokatakalon est envoyé dans l'Adriatique afin de signaler l'arrivée des premiers navires francs.

#### La croisade populaire

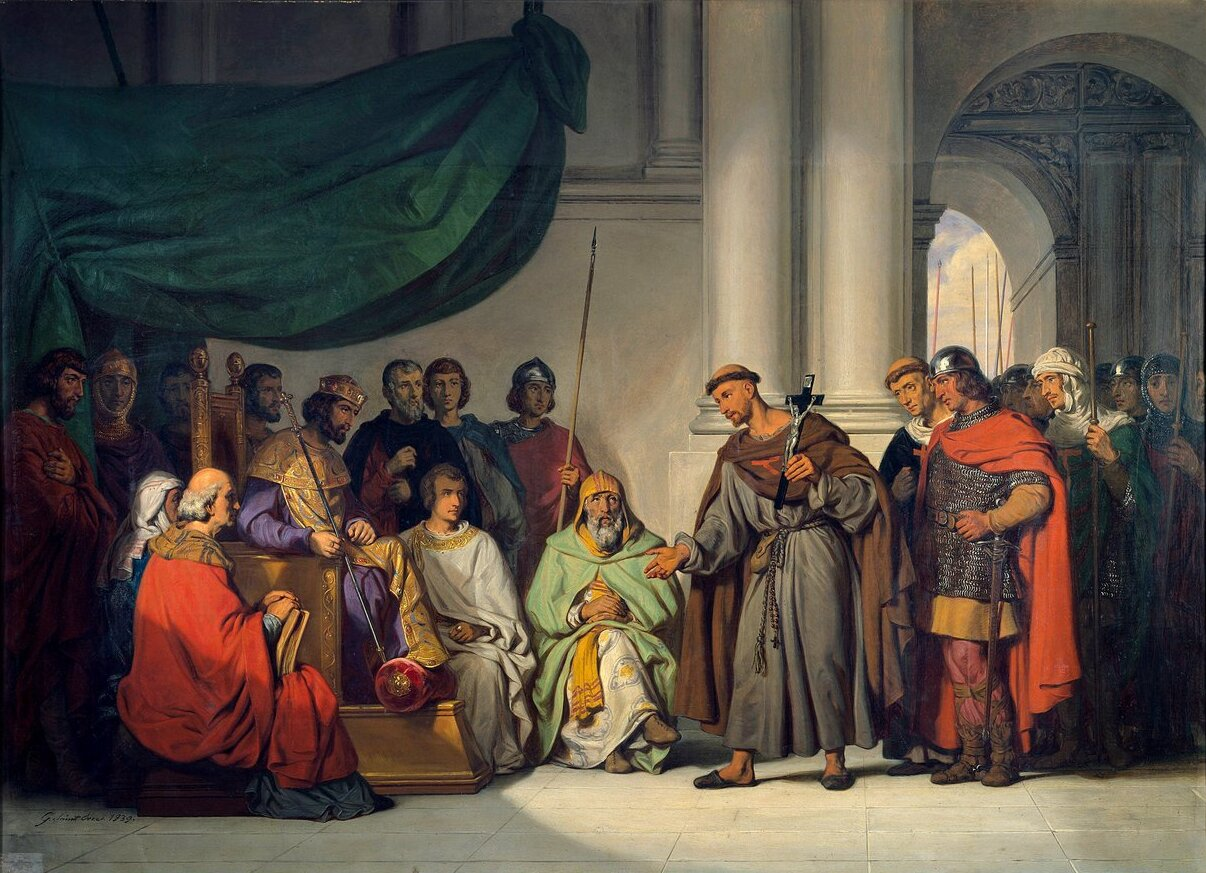
Pierre l'Ermite reçu par l'empereur. Peinture conservée dans la salle des Croisades du château de Versailles.

Les premières bandes de la croisade populaire, celles « dirigées » par Gautier Sans-Avoir, arrivent dans l'Empire fin mai 1096 dans la région de Belgrade et après quelques incidents, sont sévèrement encadrées jusqu'à Constantinople où elles arrivent en août. Le 26 juin les croisés, également de la croisade populaire, dirigés par Pierre l'Ermite pillent la ville de Belgrade. En juillet, Nicétas, le gouverneur d'Alexis, qui vient d'envoyer des renforts, massacre une partie des croisés devant Niš. Finalement le reste du voyage se déroule sans encombre mais les troupes d'Alexis encadrent fortement les croisés. Habilement, Alexis reçoit Pierre l'Ermite et assure le ravitaillement de ses troupes indisciplinées. Il ne se fait visiblement aucune illusion sur la valeur militaire de cette croisade populaire mais cherche, afin de limiter les risques de pillages, à s'en débarrasser le plus vite possible. Arrivée le 1er août 1096 à Constantinople, la croisade populaire est transportée par la flotte impériale en Asie le 6 août. Elle est anéantie par les Turcs le 21 octobre, près de Nicée,.

#### La croisade des seigneurs

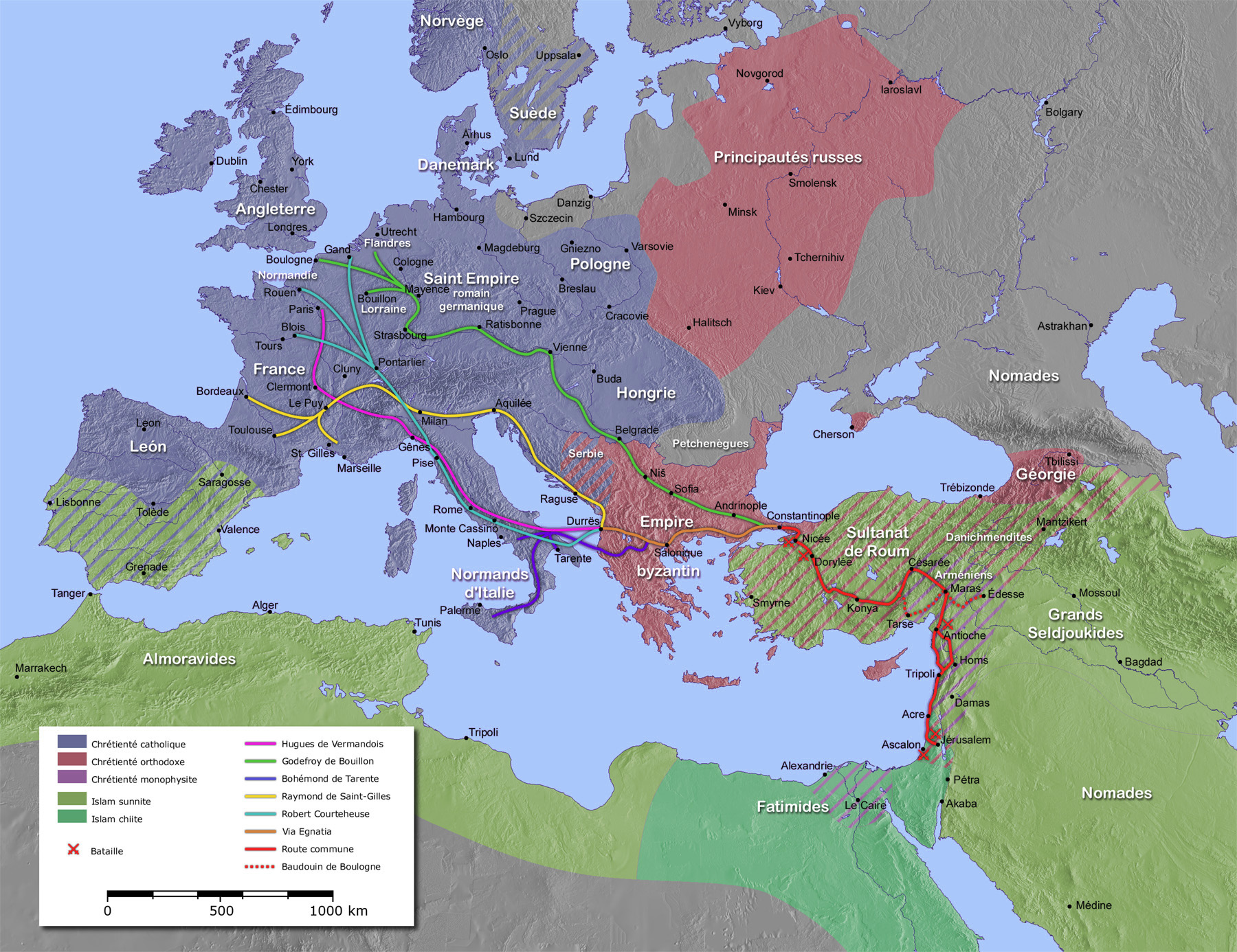
Carte de la première croisade.

Les grands seigneurs occidentaux arrivent en ordre dispersé quelque temps après l'échec de la croisade populaire. Le premier à partir est le frère du roi des Francs Philippe Ier, le comte Hugues Ier de Vermandois. Il arrive début octobre 1096 à Bari et embarque pour Dyrrachium. Il prend la précaution d'envoyer une ambassade à Jean Comnène, le gouverneur de la ville, afin d'être reçu selon son rang. Son arrivée est mouvementée puisque son navire fait naufrage mais il est accueilli avec honneur par les byzantins, selon les consignes données par Alexis Ier. Ce dernier reçoit Hugues chaleureusement tout en limitant sa liberté de mouvement,.

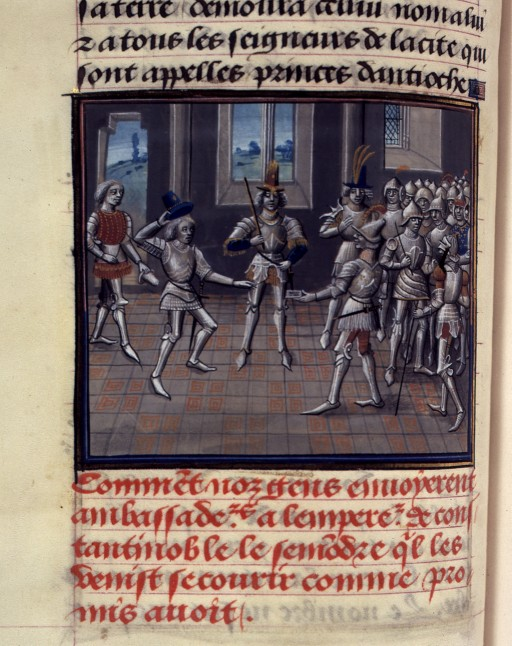
Alexis Ier Comnène et Hugues Ier de Vermandois, miniature de l'atelier de Loyset Liédet tirée de lEstoire d'Oultre-Mer de Guillaume de Tyr, BnF, Fr.68, f.83v.)

Godefroy de Bouillon inquiète davantage Alexis car son armée est importante et il apparaît assez vite que la création d'une principauté en Orient ne déplairait pas, sinon à Godefroy du moins à son jeune frère Baudouin de Boulogne. Godefroy et ses troupes passent par la Hongrie. Alexis, tout en envoyant une escorte à la fois pour accueillir les croisés et les surveiller, organise un ravitaillement efficace des troupes lorraines et germaniques et la traversée de la péninsule balkanique s'effectue sans désordres jusqu'au 12 décembre 1096. Ce jour-là les troupes de Godefroy ravagent pendant huit jours les alentours de Selymbria sans que l'on sache les raisons précises. L'arrivée de Godefroy et d'une armée nombreuse pose problème à Alexis Ier. Il doit en effet s'assurer de l'allégeance des croisés, mais doit aussi les éloigner rapidement de sa capitale qui vient déjà de souffrir du passage des bandes de Pierre l'Ermite. Dans un premier temps Godefroy refuse l'allégeance car son suzerain est l'empereur d'Allemagne ce qui amène Alexis à lui couper le ravitaillement pour faire pression sur lui. Baudouin pille alors les faubourgs de la capitale jusqu’à ce qu'Alexis fasse machine arrière. Godefroy décide d'attendre les autres chefs croisés avant de prendre une décision. En mars 1097 de nouveaux affrontements éclatent et le Jeudi saint 2 avril, celui de la Semaine sainte, Godefroy tente de pénétrer dans la ville mais est repoussé par les troupes d'Alexis. Cette défaite révèle à Godefroy sa faiblesse et il prête serment quelques jours (5 avril) plus tard tandis que son armée est transportée sur la rive asiatique du Bosphore,.

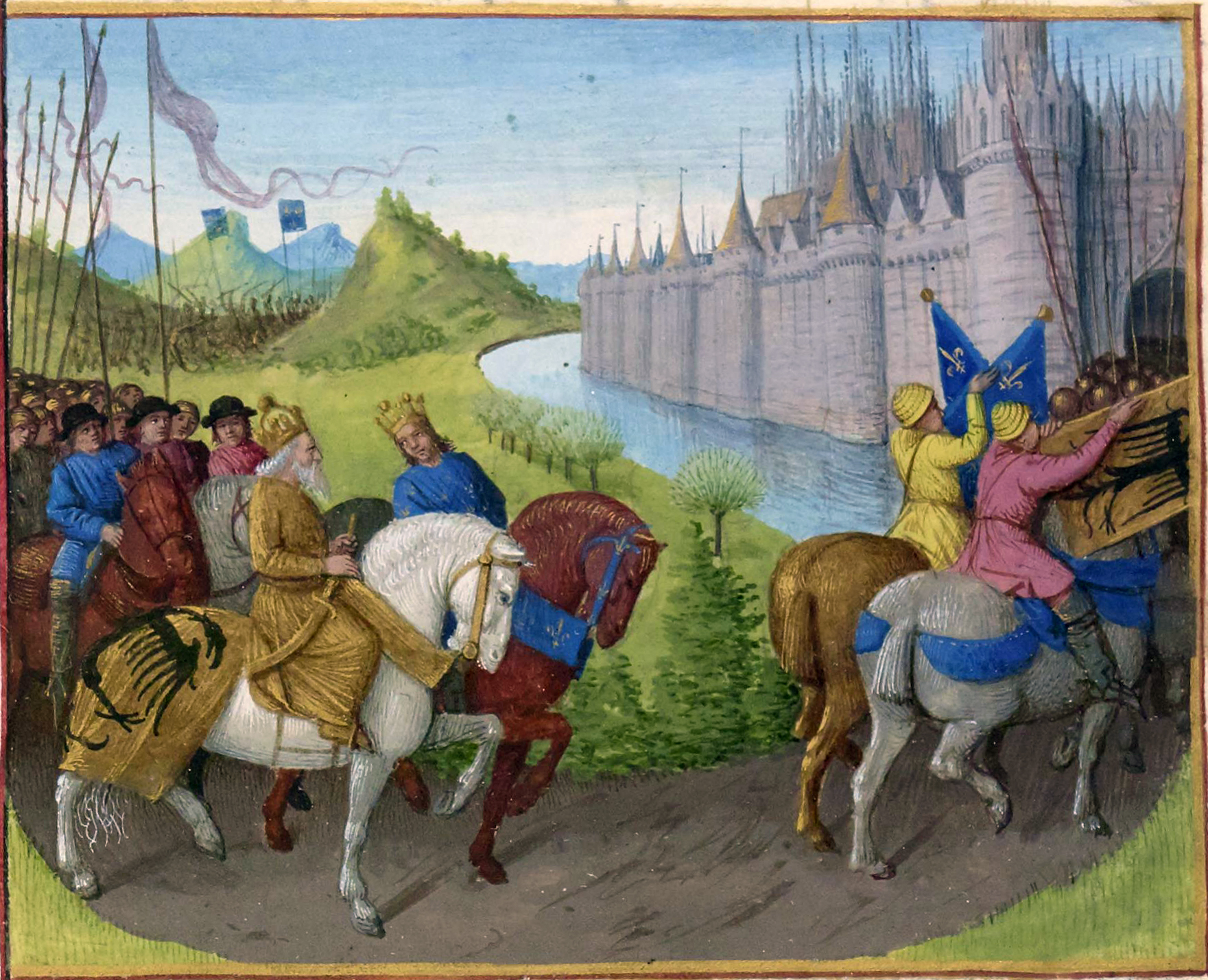
Arrivée des croisés à Constantinople. Miniature de Jean Fouquet tirée des Grandes Chroniques de France, BnF.

Pour Alexis il est temps car le 9 avril 1097, Bohémond de Tarente arrive à Constantinople. Ce dernier désire se constituer une principauté au Levant car en Sicile ses ambitions sont contrecarrées par son oncle Roger Ier de Sicile. Son armée est moins nombreuse que celle de Godefroy mais est bien équipée et d'une valeur militaire de premier ordre. Alexis le sait parfaitement, lui qui a déjà combattu les Normands au début de son règne. La traversée de la Grèce de cette troupe se déroule correctement, Bohémond maintenant une discipline de fer. Pour Alexis, Bohémond est le croisé le plus dangereux. Homme de guerre médiocre, c'est néanmoins un redoutable diplomate et un politique avisé. Il a pris conscience, bien mieux que Godefroy et Baudouin, du redressement byzantin, et qu'un affrontement direct conduirait la croisade au désastre. Il estime préférable de s'entendre avec Alexis (lequel le rencontre seul à seul) et prête sans hésitation le serment d'allégeance au basileus le jour de son arrivée. Les troupes de Bohémond sont transportées par la marine d'Alexis en Asie le 26 avril. Le lendemain arrive une nouvelle armée croisée dirigée par le comte de Toulouse Raymond de Saint-Gilles.
Le comte de Toulouse estime qu'il est le seul à pouvoir diriger la croisade. Il a déjà lutté contre les musulmans (en Espagne), est le seul à avoir rencontré Urbain II et il est accompagné du légat du pape, Adhémar de Monteil, évêque du Puy. Raymond offre aux yeux d'Alexis un contraste frappant par rapport aux autres chefs croisés. Plus civilisé, plus courtois il est considéré comme un homme fiable et honnête par les Byzantins. Cela n'empêche pas les troupes d'Alexis d'infliger une défaite cuisante aux troupes de Raymond qui pillaient les Balkans en avril 1097. Raymond refuse de prêter serment à l'empereur et n'accepte qu'un serment modifié dans lequel il s'engage à respecter la vie et l'honneur du basileus et ne rien tenter contre lui. Alexis se contente de cet accord. Les relations entre Raymond de Saint-Gilles et Alexis se réchauffent rapidement car l'empereur comprend vite qu'il dispose, avec le comte de Toulouse, d'un allié contre Bohémond à l'intérieur même de la croisade.

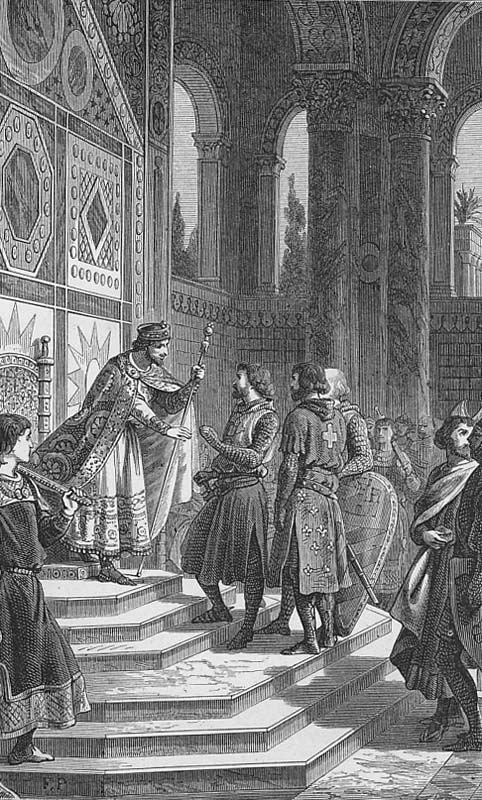
Godefroy de Bouillon et les barons reçus par l'empereur Alexis Ier Comnène.

Peu après arrive la dernière armée des croisés, dirigée par le duc de Normandie, Robert II, Étienne II de Blois et le comte de Flandre Robert II sans anicroches particulières. Le serment à l'empereur est prêté sans résistance aucune par les chefs de cette dernière expédition.
Finalement la gestion par Alexis de cette arrivée massive de seigneurs occidentaux (entre 60 000 et 100 000 hommes, chiffres considérables pour l'époque) se révèle particulièrement habile. Entre 1096 et le printemps 1097 il a réussi à accueillir l'ensemble des forces croisées, à les ravitailler sans que les inévitables débordements et maraudes prennent une ampleur démesurée. De plus, à l'exception notable de Raymond de Saint-Gilles avec lequel il conclut un arrangement particulier, l'empereur obtient un serment d'allégeance des chefs de la croisade. Toutefois, la solidité de ces serments est encore à démontrer, en raison, notamment, de leur imprécision. Les chefs croisés sont tenus de remettre à l'empereur toutes les terres ayant appartenu à l'Empire byzantin qu'ils parviendront à conquérir. Or, la définition des territoires anciennement byzantins n'est pas claire. Il peut tout aussi bien s'agir des territoires détenus par l'Empire jusqu'à l'invasion turque de l'Anatolie dans les années 1070 et 1080 (ce qui englobe notamment Antioche et sa région) mais aussi des territoires comme Jérusalem et l'ensemble de la Palestine, perdus par Constantinople sous Héraclius et qu'Alexis n'entend pas particulièrement récupérer. Quoi qu'il en soit, ces engagements sont de nature à frustrer certains croisés qui souhaitent se tailler des fiefs en Terre sainte.

#### La reconquête de l'Asie mineure

##### La prise de Nicée
Plus que la prise de Jérusalem l'objectif d'Alexis Ier est la reconquête de l'Asie mineure sur les Seldjoukides. L'objectif premier est donc la prise de Nicée la capitale seldjoukide. Le souverain turc Kılıç Arslan Ier vient de commettre l'erreur, après avoir écrasé la croisade populaire, de partir en guerre contre d'autres princes musulmans afin de contrôler Mélitène.
L'armée croisée s'est réunie à Pélékan qu'elle quitte le 26 avril 1097 pour Nicomédie. Elle franchit le défilé où la croisade populaire a été massacrée. Godefroy de Bouillon, sur les conseils d'Alexis, avance prudemment et n'atteint Nicée que le 6 mai 1097. Le 13 mai arrive Bohémond et ses Normands, puis le 16 mai Raymond de Saint-Gilles et le 3 juin les soldats du duc de Normandie. Alexis lui-même débarque à Pélékan afin de garder à la fois le contact avec sa capitale (si les choses tournent mal) et de pouvoir, en cas de victoire, mettre Nicée sous le tutelle byzantine. Le 21 juin Kılıç Arslan Ier arrive avec son armée mais ne peut forcer le dispositif croisé. Il se rend rapidement compte qu'en terrain découvert ses troupes ne sont pas de taille à vaincre les croisés et se retire dans les montagnes, abandonnant la ville à son sort.
Cependant, les croisés constatent que la ville est bien protégée et que le siège risque de s'éterniser d'autant que le blocus est incomplet la ville étant ravitaillée par le lac Askanios. Les croisés demandent alors l'intervention d'Alexis. Celui-ci attend probablement ce moment pour montrer que sa coopération est indispensable. Il envoie des troupes terrestres dirigées par les généraux Tatikios et Tzitas, et fournit une flotte pour bloquer le lac, dirigée par Manuel Boutoumitès. La garnison comprend alors que la situation est désespérée et entre en négociations avec l'empereur, par l'intermédiaire de Boutoumitès. Le 19 juin au matin les croisés ont par conséquent la surprise de voir l'étendard impérial flotter sur la ville. Alexis récupère ainsi habilement Nicée sans que la ville subisse les conséquences brutales d'une mise à sac, d'autant que la majorité des habitants sont des chrétiens. Si les chefs croisés se satisfont de la situation ce n'est pas le cas des hommes de troupe frustrés du pillage. Alexis anticipe tout mouvement de colère en ravitaillant largement la croisade et en distribuant une partie du trésor de Kılıç Arslan Ier. Alexis en profite alors pour demander l'allégeance des seigneurs de second rang, qu'il obtient, ainsi que celle de Tancrède de Hauteville. Celui-ci accepte après une violente algarade avec son oncle Bohémond.
Le traitement généreux des Turcs prisonniers par Alexis surprend et choque beaucoup les croisés. Le basileus autorise les officiers et fonctionnaires à racheter leur liberté et reçoit à Constantinople la famille de Kılıç Arslan avec des honneurs royaux avant de la renvoyer au Sultan,.

##### La victoire de Dorylée

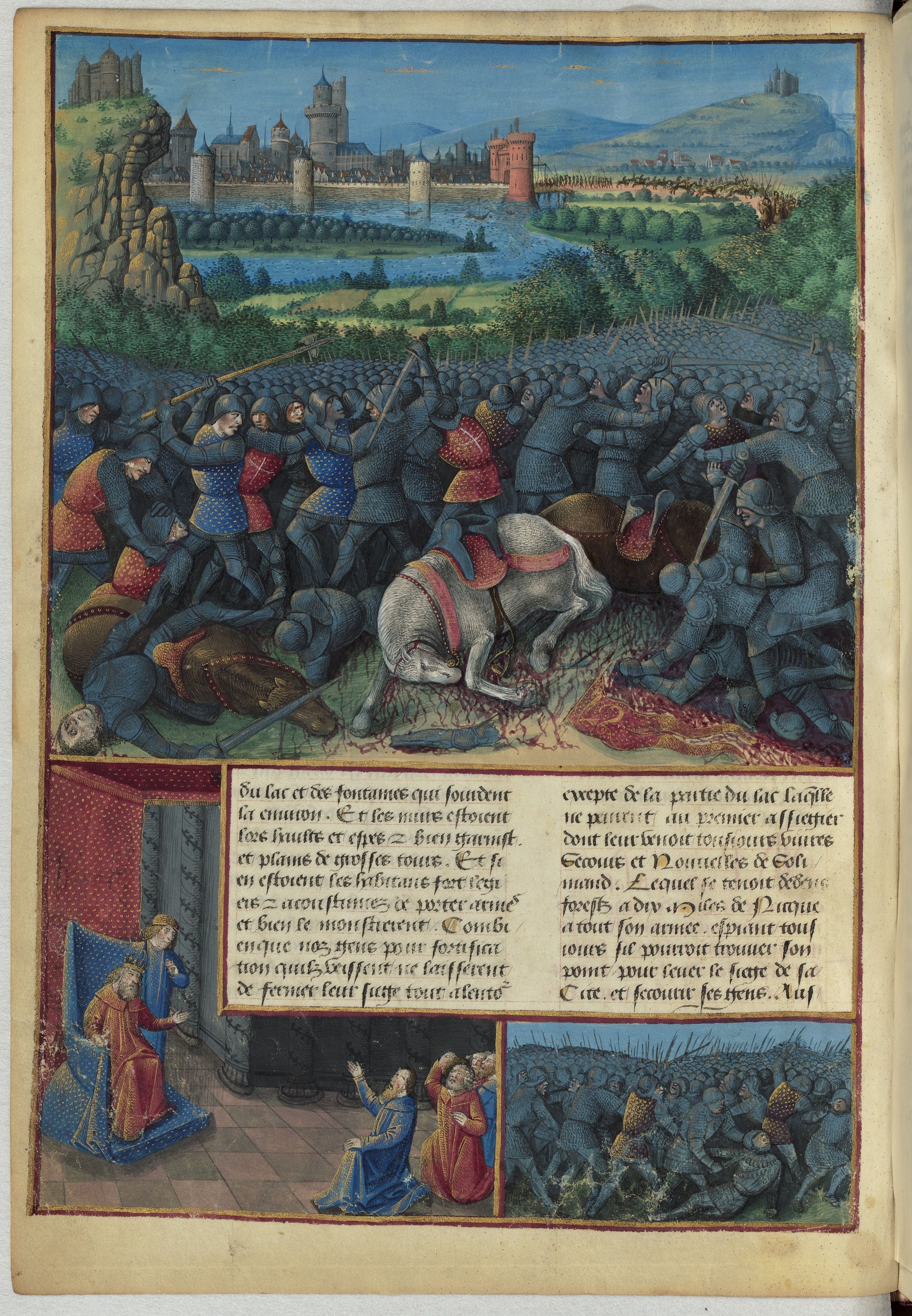
Bataille de Dorylée. Miniature de Jean Colombe tirée des Passages d'outremer de Sébastien Mamerot, BnF Fr 5594, f.37v.

Le 26 juin, soit une semaine après la chute de Nicée, la croisade reprend sa route. Alexis prend la précaution de lui adjoindre un contingent byzantin dirigé par Tatikios. Kılıç Arslan s'est allié avec ses adversaires Danichmendides et tente une embuscade près de Dorylée le 1er juillet 1097 sur l'avant-garde croisée dirigée par Bohémond. L'arrivée dans la journée du reste de l'armée transforme la bataille en déroute pour les Seldjoukides qui abandonnent leur campement.
Tatikios conseille alors d'emprunter la route sud de l'Anatolie moins dangereuse. Cependant les relations entre les Byzantins, qui reprochent aux croisés leur indiscipline et leur ingratitude, et les « Francs », qui craignent une traîtrise des Byzantins, restent tendues.
Alexis profite de la victoire de Dorylée et de la marche de la croisade vers Antioche pour consolider la présence byzantine dans l'ouest de l'Asie mineure. Il constate, non sans crainte, que la défaite vient de réconcilier les Seldjoukides et les Danichmendides créant de fait une puissance considérable. S'appuyant sur sa marine il expédie le césar Jean Doukas, son beau-frère, reconquérir l'Ionie et la Phrygie. Une simple démonstration de force a raison de l'Émirat de Smyrne où le fils de Zachas se rend à condition d'avoir la vie sauve. L'amiral byzantin Kaspax réoccupe toutes les îles de la mer Égée de l'Émirat tandis que Jean Doukas s'empare des grandes cités lydiennes (Sardes, Philadelphie, Laodicée). À la fin de 1097 le contrôle byzantin sur la Lydie est total et Jean Doukas se prépare à entrer en Phrygie afin de rétablir le contrôle de l'Empire sur la route sud (vers Attalie) puis jusqu'aux principautés arméniennes des monts Taurus c'est-à-dire la route d'Antioche,.

#### Antioche
Les croisés arrivent devant Antioche le 21 octobre 1097. Bohémond, impressionné par la taille et la puissance des murailles décide d'en faire son fief. Il a l'exemple d'Alexis à Nicée et décide que la ville doit se rendre à lui seul afin que ses prétentions soient difficiles à contester. Mais le siège dure longtemps et la famine s'installe. Le départ pour Chypre de Tatikios (février 1098), représentant d'Alexis, départ qu'il justifie en annonçant qu'il doit retourner en territoire impérial afin d'organiser un meilleur ravitaillement, est exploité immédiatement par Bohémond. Puisque le représentant de l'empereur quitte l'armée, la croisade s'estime libérée de toute obligation envers Alexis. Ce qui en clair signifie qu'il ne faut pas lui remettre la ville d'Antioche. L'arrivée le 4 mars 1098 de matériel de siège envoyé par Alexis ne change pas l'état d'esprit des occidentaux. Finalement Bohémond parvient à se faire livrer la ville par trahison le 3 juin 1098. Mais le 7 juin une armée musulmane dirigée par Kerbogha assiège à son tour les croisés dans Antioche,.

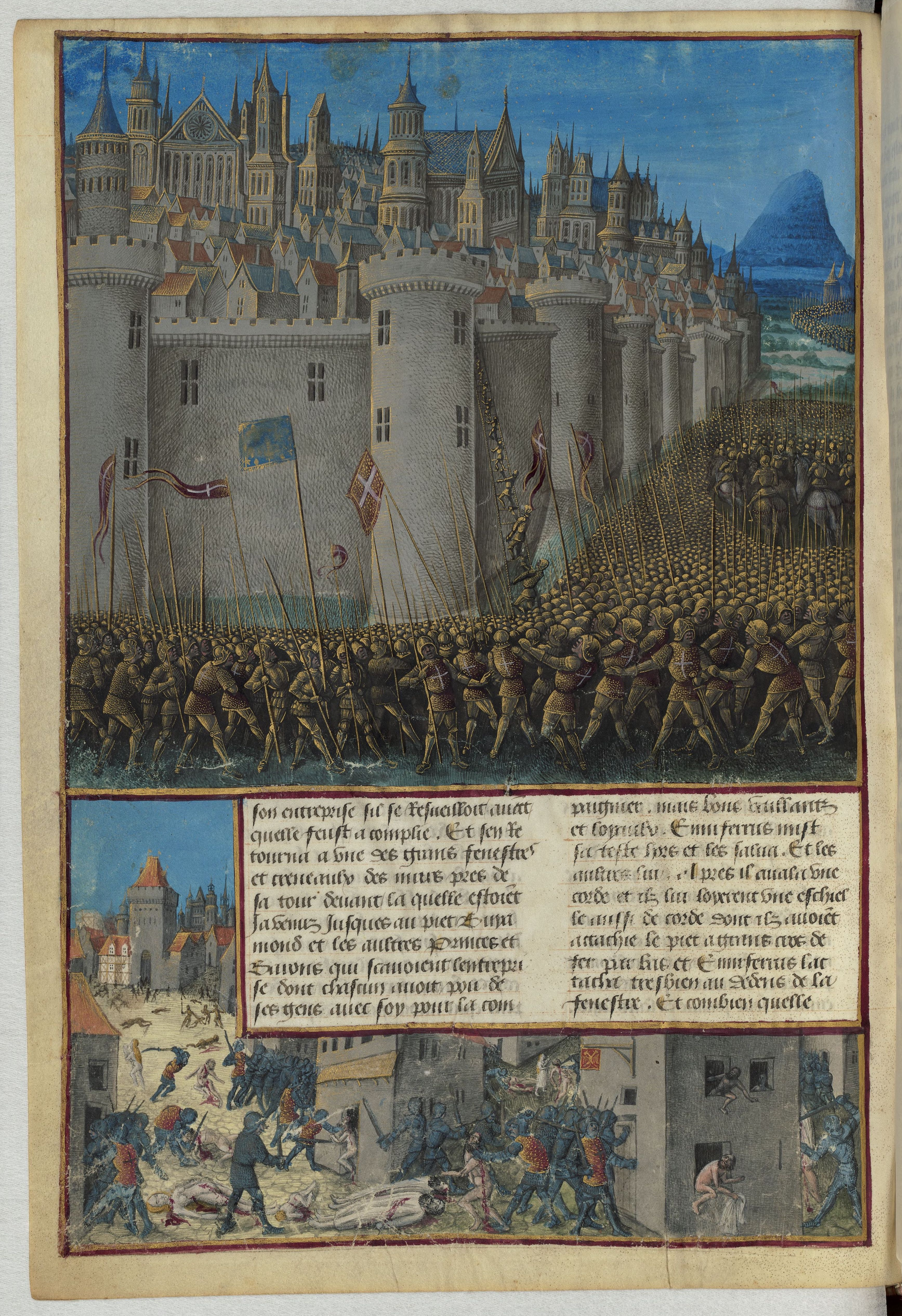
Prise d'Antioche par les croisés. Miniature de Jean Colombe tirée des Passages d'outremer de Sébastien Mamerot, BnF Fr 5594, f.59v.

La seule chance de salut pour les croisés est donc l'arrivée de l'empereur Alexis. Celui-ci, après la reconquête du sud de l'Asie mineure par Jean Doukas (fin 1097-début 1098), prend la tête de son armée et progresse vers Antioche. Il rencontre en chemin, à Philomélion près d'Attaleia, Étienne II de Blois, l'un des chefs croisés qui s'est enfui du siège d'Antioche le 2 juin peu avant la prise de la ville, et qui lui indique que les Seldjoukides ont certainement anéanti la croisade. Alexis n'a aucune raison de mettre en doute le récit d'Étienne II de Blois et poursuivre son offensive lui apparaît dangereux face à des Seldjoukides qu'il imagine grisés par la victoire. Il apprend de plus que les Seldjoukides concentrent des troupes dans la région du haut Euphrate. Le risque d'être pris en tenaille par deux armées Seldjoukides lui semble important. Alexis réunit ses officiers et son conseil et annonce qu'il fait retraite et se contente des gains territoriaux non négligeables obtenus jusqu'alors. Un demi-frère de Bohémond, au service de l'empereur depuis des années, Guy, demande à Alexis de continuer, persuadé qu'il est encore temps de sauver la croisade mais Alexis demeure intraitable et l'armée byzantine remonte vers le nord,.
Cette décision a, pour la suite des croisades, un impact considérable. À court terme elle arrange les ambitions de Bohémond qui en tire parti pour revendiquer avec plus de force la possession d'Antioche. À long terme cette décision d'Alexis renforce la méfiance des croisés envers les Byzantins orthodoxes. La victoire des croisés sur Kerbogha, le 28 juin, pose immédiatement le problème de la dévolution de la ville. Dans un premier temps des ambassadeurs sont envoyés prévenir Alexis et lui demander de prendre le contrôle de la ville. Mais la nouvelle du départ d'Alexis parvient peu après aux croisés, d'autant qu'Alexis tarde à répondre aux ambassades envoyées. À leurs yeux cela équivaut à un suzerain qui manque à ses obligations d'assistance. Ils avaient espéré qu'une fois arrivé à Antioche, l'empereur les soutiendrait dans leur conquête du reste de la Terre sainte. L'opinion qui prévaut alors chez les croisés c'est que l'empereur est déchu de ses droits sur la ville et qu'eux-mêmes sont libérés de leur serment envers Alexis,,.
Alexis envoie en vain en mars 1099 une ambassade pour réclamer la restitution de la ville. Il offre de venir en personne participer à la reconquête de Jérusalem mais les croisés refusent (à l'exception notable de Raymond de Saint-Gilles). Le comte de Toulouse est le seul chef croisé à maintenir de bonnes relations et des rapports privilégiés avec Alexis. Il rend ainsi aux Byzantins la ville de Laodicée (février 1099) dont il était le protecteur depuis l'été 1098. Alexis cherche en effet à reprendre le contrôle des ports de la Cilicie et de la Syrie du nord. Pour cela il envoie des troupes venues de Chypre. Une flotte venue de Pise pille en 1099 les îles Ioniennes puis tente de s'emparer de Laodicée avec l'aide de Bohémond. Raymond de Saint-Gilles revient rapidement de Jérusalem et force Bohémond à lever le siège.

##### L'échec de Raymond de Saint-Gilles
En ce début d'année 1100 deux seigneurs occidentaux se partagent donc la Syrie du Nord : Bohémond à Antioche et Raymond de Saint-Gilles qui contrôle Laodicée « au nom de l'empereur ». Il est certain qu'Alexis compte sur Raymond pour reprendre Antioche à Bohémond. Une occasion se présente avec l'arrivée à Constantinople d'une nouvelle croisade. Raymond se rend en toute hâte (juin 1100) à Constantinople où il est investi du commandement des croisés. Il prête une seconde fois serment à Alexis mais un serment différent de celui de 1097. Il ne s'agit plus de restituer à l'Empire les anciennes terres byzantines reconquises (à l'exception d'Antioche) mais plutôt de constituer un État indépendant, dirigé par Raymond, sous suzeraineté byzantine. Cette nouvelle croisade, composée pour l'essentiel de Lombards, de Normands et de Francs (on y retrouve Étienne II de Blois) emprunte, contre l'avis d'Alexis, la route au nord-est de l'Anatolie. Il semble que l'objectif affiché par certains de ses chefs soit la libération de Bohémond fait prisonnier peu de temps auparavant par les Seldjoukides (août 1100) et les Danichmendides et retenu en Cappadoce à Sivas. Les croisés sont vaincus par les divers émirs turcs de la région. Raymond de Saint-Gilles et Étienne II de Blois parviennent cependant à s'enfuir et à rejoindre la capitale de l'Empire (septembre 1101). Alexis est de prime abord furieux contre Raymond qui s'est enfui en pleine bataille mais très vite se réconcilie avec lui. Le comte de Toulouse demeure quelque temps à Constantinople avant de repartir en Syrie.
En effet le neveu de Bohémond, Tancrède de Hauteville, reprend Laodicée aux Byzantins (1102) et s'empare de quelques bourgades de Cilicie. Raymond de Saint-Gilles tente en vain de s'emparer à nouveau de la ville puis signe un traité avec Tancrède de Hauteville qui reconnaît aux Normands la possession d'Antioche et Laodicée. Le comte de Toulouse s'empare alors de Tortose avant de descendre plus au sud afin d'assiéger Tripoli dont il souhaite faire sa capitale. Cependant son échec, ainsi que celui d'Alexis, face à Bohémond et Tancrède est patent. Antioche reste aux Normands et Raymond n'est plus en mesure de disputer la Syrie du nord à son concurrent. Alexis toutefois dissocie ses mauvaises relations avec Bohémond de ses relations avec les autres croisés. Ainsi il obtient, contre rançon, la libération des Francs qui avaient été faits prisonniers à la bataille de Ramla en mai 1102.

##### Le traité de Déabolis
Alexis cependant tente une nouvelle intervention en 1103. Laodicée est reprise par un corps expéditionnaire byzantin tandis que les villes de Cilicie se révoltent contre les Normands. Bohémond (libéré par les Seldjoukides en mai 1103) et Tancrède ne possèdent pas les effectifs nécessaires pour tenir la principauté et Alexis a la maîtrise de la mer. Bohémond se décide alors à partir pour l'Italie (janvier 1105) où il lève une armée de Normands. Il se rend ensuite en France et cherche à mettre sur pied une croisade contre Alexis. Il affirme que l'empereur a trahi les croisés à Antioche ainsi que la croisade de 1101. Ces mensonges rencontrent un large écho en Occident. Les lettres diplomatiques d'Alexis, trouvées en 1099 dans les bagages du Sultan fatimide d'Égypte, avec lequel il a d'excellentes relations, après la bataille d'Ascalon prouvent aux yeux des croisés la collusion entre Alexis et les princes musulmans. C'est pourquoi les captifs de Ramla, libérés par Alexis, sont comblés de cadeaux par le basileus avant d'être renvoyés en Europe afin de réfuter les calomnies de Bohémond.
Ce dernier reçoit la bénédiction du pape Pascal II pour une croisade contre Constantinople. Bohémond de Tarente épouse Constance de France, la fille du roi des Francs Philippe Ier et obtient la main de Cécile de France, une autre fille de Philippe Ier, pour Tancrède de Hauteville resté à Antioche. Le 9 octobre 1107 Bohémond débarque à Avlóna en Épire avec une importante armée puis le 13 il met le siège devant Dyrrachium. Rapidement l'expédition se transforme en désastre. Alexis, s'appuyant sur l'alliance avec Venise parvient à couper les communications de son adversaire avec l'Italie. Puis il bloque les cols des montagnes isolant l'armée de Bohémond de tout ravitaillement. La famine guette rapidement les troupes normandes. Alexis en profite alors pour acheter de nombreux barons normands à qui il distribue honneurs et largesses. À partir de septembre 1108 des négociations s'ouvrent et une rencontre directe entre Alexis et Bohémond a lieu,,,.
Le traité de Déabolis (septembre 1108) spécifie que Bohémond se reconnaît l'homme-lige du basileus pour Antioche,. Bohémond ne peut contracter de nouvelles alliances qu'avec l'accord de l'empereur. Bohémond promet son appui militaire contre tout ennemi d'Alexis en Europe et en Asie. Il promet aussi de traiter Tancrède en ennemi si celui-ci refuse le traité. Bohémond reçoit en échange un fief constitué d'Antioche et du port de Saint-Syméonmais. C'est un fief en viager qui doit retourner à Alexis après la mort de Bohémond. Ce dernier est donc, selon les clauses de ce traité inspiré directement des pratiques occidentales et non byzantines, à la fois le lieutenant de l'empereur et son vassal. Le littoral de Cilicie revient à l'Empire. En théorie à la conclusion de ce traité l'Empire retrouve la suzeraineté de toute la Syrie du nord et sur l'ensemble des États croisés à l'exception du royaume de Jérusalem. Parmi les signataires du traité figurent les représentants du roi de Hongrie, Coloman, beau-père du fils d'Alexis Jean II Comnène ainsi que de nombreux conseillers d'Alexis, tous occidentaux tel Marinos Néapolitès (originaire de Naples), Pierre d'Alipha et Roger le Franc. Ce phénomène témoigne de l'occidentalisation de la cour d'Alexis où vivent et travaillent pour l'empereur des Lombards et Italiens du sud ainsi que de nombreux Normands y compris de la famille de Bohémond,.

##### L'échec final d'Alexis en Syrie

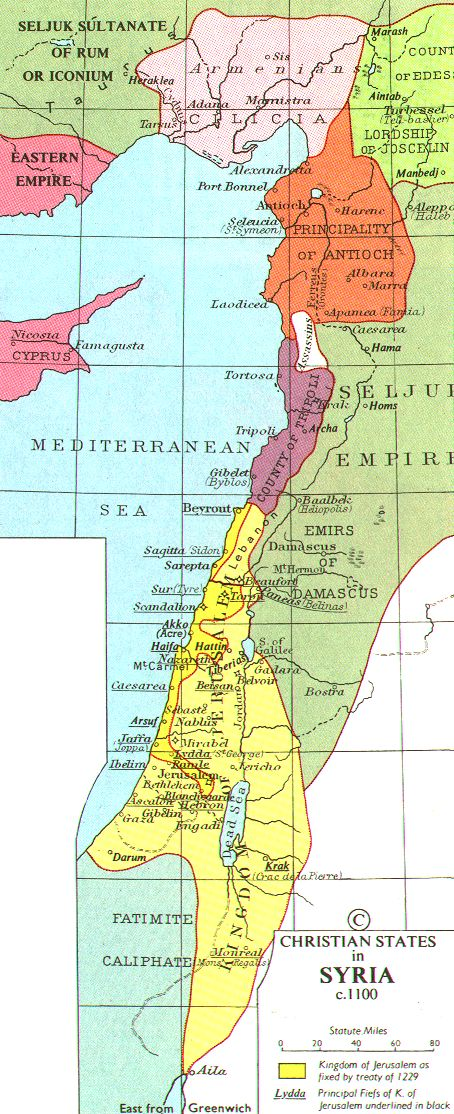
Carte des États latins d'Orient. En jaune clair, le royaume de Jérusalem vers 1100 ; en orange la principauté d'Antioche et entre les deux le comté de Tripoli.

Par le traité de Déabolis, Alexis espère avoir mis fin à la question d'Antioche, par la soumission de Bohémond, d'autant qu'il estime avoir fait preuve de modération. Mais Tancrède de Hauteville qui gouverne en réalité la ville depuis près de dix ans au nom de son oncle ne l'entend guère ainsi,. Son objectif n'est pas, comme Bohémond, de s'emparer du trône byzantin mais bien d'imposer la domination normande en Syrie du nord. Le départ de Bohémond pour l'Europe, après la signature du traité lui laisse les mains libres car lui ne l'a pas ratifié. Ainsi, en 1108, il reprend, avec l'aide d'une escadre pisane, la ville de Laodicée, puis s'empare (en 1109) des villes de Cilicie, en particulier Mopsueste, aidé il est vrai par l'incapacité du général en chef de l'armée d'Orient, l'Arménien Aspiétès. Alexis envoie une ambassade et propose une négociation, en vain.
À la fin de 1108 le bilan de l'intervention des croisés est, pour l'Empire, plutôt positif. Grâce à l'action des armées occidentales, Alexis a pu repousser les Seldjoukides et reprendre l'Asie mineure occidentale (Nicée et Smyrne en particulier) mais la Syrie du nord reste indépendante et toute idée de suzeraineté byzantine sur les États latins d'Orient reste chimérique. Alexis se révèle ainsi incapable d'aider Bertrand de Toulouse, le fils de Raymond de Saint-Gilles contre les visées de Tancrède de Hauteville et de Guillaume II de Cerdagne. C'est le roi de Jérusalem Baudouin Ier de Jérusalem qui à Tripoli, après la prise de la ville, en 1109 convoque un plaid solennel qui règle la question du partage des terres croisées. C'est donc le roi de Jérusalem qui possède le rôle de suzerain et d'arbitre sur l'ensemble des États latins d'Orient et non le basileus.
Alexis ne se décourage pas cependant, mais il dispose d'une faible marge de manœuvre. Il tente de nouer des alliances contre Tancrède, y compris auprès des chefs musulmans. Il envisage vers 1111 une expédition militaire mais en est dissuadé par son conseil. Il tente alors d'isoler le Normand par une intense activité diplomatique. À l'automne 1111, une ambassade conduite par Manuel Boutoumitès est envoyée auprès de Bertrand de Toulouse, avec de fortes sommes d'argent. L'objectif est de persuader les autres chefs croisés du bien-fondé d'une attaque contre Tancrède. Mais le comte de Toulouse est devenu l'homme-lige du roi de Jérusalem Baudouin Ier et celui-ci, bien que désireux de garder des relations cordiales avec Constantinople, ne veut pas d'une restauration de l'autorité impériale à Antioche, à proximité de son royaume. L'ambassade rejoint Constantinople (été 1112) sans avoir rien obtenu. Cet échec explique sans doute l'intense activité diplomatique d'Alexis auprès des républiques italiennes afin de trouver de nouveaux alliés et surtout empêcher une nouvelle croisade comme celle que Bohémond avait mis en place en 1107-1108. Quoi qu'il en soit, Warren Treadgold estime qu'Alexis a eu tort de dépenser autant d'énergie dans la reprise d'Antioche, au détriment tant de ses relations avec les croisés que du renforcement de la position byzantine en Anatolie face aux Seldjoukides.

### Le recours aux républiques italiennes et à la papauté
Les relations entre Pise et l'Empire au cours de cette période sont conflictuelles. Depuis 1099, la cité italienne, ainsi que celle de Gênes, pille régulièrement les côtes de l'Empire et à au moins deux reprises, les Pisans ont soutenu les Normands lors des sièges de Laodicée (1099 et 1108). C'est pourquoi Alexis tente d'obtenir un accord diplomatique et entame des négociations vers 1109-1110.
En octobre 1111, Alexis publie une bulle d'or qui accorde aux Pisans des privilèges commerciaux et une position qui n'est surpassée que par Venise. La Sérénissime république reste un allié du basileus mais ce dernier cherche visiblement par cet accord à rééquilibrer ses relations avec les républiques italiennes. Constantinople s'engage à ne pas entraver la marche des pèlerins se rendant en Terre sainte sur les bateaux pisans tandis que la cité reconnaît la suzeraineté d'Alexis «depuis la Dalmatie jusqu'à Alexandrie» et prête un serment de fidélité qui fait de la commune un vassal de l'Empire. C'est un énorme succès pour Alexis car vis-à-vis de Venise le message est clair, la Dalmatie fait partie intégrante de l'Empire (autorité toute virtuelle à l'époque). Comprendre Alexandrie dans l'accord est certes une fiction (la ville appartient au monde musulman) mais illustre la volonté du basileus de ne pas renoncer à ses prétentions sur la Syrie, la Palestine et l'Égypte. Pour Pise l'accord est avant tout économique mais les relations avec le roi de Jérusalem Baudouin Ier sont fraîches depuis le conflit entre ce dernier et le patriarche Daimbert de Pise ce qui est un probable facteur du rapprochement avec Constantinople.
Il est plausible que cette alliance entre Pise et Constantinople n'ait pas été bien vue par Venise. Toujours est-il qu'en 1112 une ambassade vénitienne, conduite par le patriarche de Venise lui-même, est reçue à Constantinople afin de persuader le basileus de laisser la Sérénissime république étendre son emprise sur la Dalmatie. Bien qu'Alexis revendique aussi cette région il ne peut se permettre de se fâcher avec son puissant allié et donne un accord de principe en laissant en suspens la question de la suzeraineté finale sur cette province,.
Au même moment Alexis négocie avec le pape Pascal II. Il espère se concilier celui-ci et les barons du sud de l'Italie dans ses projets contre Tancrède et Antioche. Mais la condition posée par le pape, la reconnaissance par Constantinople de la primauté papale, est excessive, et Alexis le sait bien, aux yeux du clergé byzantin et de la population de l'Empire. Une nouvelle ambassade est envoyée auprès de Pascal II en 1117, sans que l'on sache son contenu exact ni ses résultats, mais il est probable que cela concerne encore les revendications d'Alexis sur les États croisés et la question de l'union des Églises.

### Les dernières années
En 1113, il semble qu'Alexis, malgré l'échec de son ambassade auprès du Roi de Jérusalem et du Pape, mais avec la neutralité des Républiques italiennes de Pise et Venise, souhaite tenter une action contre Antioche. Il doit cependant se retourner à nouveau contre les Seldjoukides. En effet, la période qui suit la première croisade permet à Alexis de consolider ses positions en Asie mineure occidentale ainsi que sur ses côtes nord et sud. Toutefois, l'espoir d'une reconquête de l'Anatolie centrale apparaît improbable et Alexis se consacre surtout à renforcer les nouvelles frontières. Il est confronté en permanence à des infiltrations de Seldjoukides, souvent nomades avec des troupeaux d'ovins et de caprins, dont la présence ruine progressivement l'agriculture sédentaire de ces régions. En 1115, Alexis remporte une victoire contre Malik Chah Ier seldjoukide du sultanat de Roum à Philomélion mais qui reste sans lendemain. Les Seldjoukides reprennent rapidement Laodicée de Phrygie (Denizli (ville)) et pénètrent dans la vallée du Méandre. Ils coupent ainsi la piste d'Attalie. Alexis se prépare à une nouvelle expédition militaire lorsqu'il est atteint par la maladie (en 1118).
Il ne renonce cependant pas à Antioche mais tente une nouvelle approche. Une ambassade est envoyée dans la capitale de la principauté afin de négocier un mariage entre son petit-fils et l'héritière d'Antioche. La tentative échoue mais elle est le signe qu'Alexis accepte la réalité des faits et de la présence permanente des croisés à Antioche et en Syrie du nord.
Dans les Balkans la situation reste instable. Des infiltrations de Coumans nécessitent une intervention personnelle d'Alexis dans la région de Philippopolis en 1114.

### Lutte autour d'un mourant
Alexis Ier Comnène souffre depuis de nombreuses années de la goutte mais les premiers symptômes de la maladie qui va l'emporter apparaissent en 1112. En effet, il se prépare à se rendre à Dyrrachium pour rencontrer des émissaires normands (des Pouilles) lorsqu'il tombe brutalement malade. La gravité de son état fait craindre son décès aux habitants de Constantinople et l'empereur à peine remis doit se montrer à cheval sur l'agora. À partir de ce moment, la lutte pour la succession semble ouverte. Selon Zonaras, Alexis « aurait donné » à son épouse Irène des assurances en vue d'une éventuelle régence au nom de son fils. Aucun acte officiel après le rétablissement rapide d'Alexis ne vient confirmer ceci, mais il est vrai qu'Irène semble jouer un rôle plus important et qu'elle accompagne son époux dans plusieurs voyages. En 1115, Nicéphore Bryenne, le gendre d'Alexis (le mari d'Anne Comnène) prend en charge le gouvernement avec le soutien d'Irène tandis qu'Alexis guerroie contre les Seldjoukides. De retour en 1116 de ce qui est sa dernière campagne, le basileus s'alite et s'en remet à son épouse. Celle-ci tente alors de faire déshériter son fils Jean au profit de son gendre. Jean essaye de se créer un réseau et reçoit le soutien de son frère, nommé Isaac, et de son ami d'enfance, d'origine turque, Jean Axouch. Il possède cependant un avantage considérable car il a été couronné du vivant de son père en 1092 et celui-ci jusqu'à la fin ne remet pas en cause ce choix.

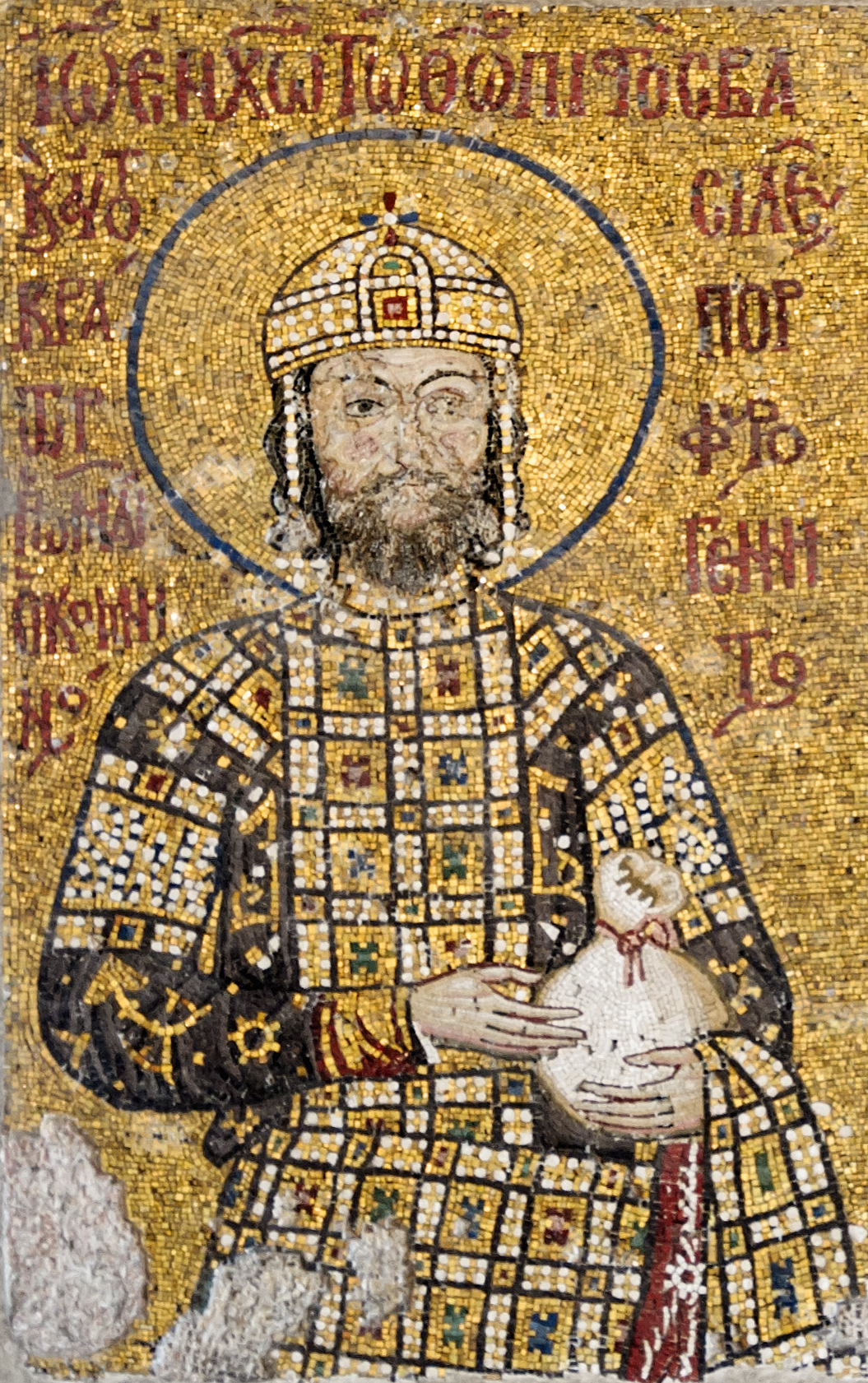
Mosaïque de l'église Sainte-Sophie représentant Jean II Comnène, dont l'arrivée sur le trône symbolise la légitimité acquise par les Comnène à la tête de l'Empire.

Au début de l'année 1118 Alexis tombe de nouveau malade. Son médecin, Nicolas Kalliklès, s'inquiète de la douleur persistante de l'empereur à l'épaule. Au cours de l'été, l'empereur se plaint de ne pouvoir respirer. Il s'agit très vraisemblablement d'angine de poitrine. L'étouffement est sans doute dû à un œdème pulmonaire aigu qui témoigne d'une grave insuffisance cardiaque. L'alerte de 1112 était probablement un premier infarctus. Au mois d'août, son état s'aggrave et Alexis est incapable d'avaler autre chose que de la bouillie. Il reste cependant conscient jusqu'au 15 août avant de décéder dans la nuit du 15 au 16 entouré de sa femme et de ses trois filles.
Alors que son père est à l'article de la mort, Anne Comnène tente, avec l'aide de sa mère, de faire déshériter Jean au profit de son mari. En pure perte car Alexis ne revient pas sur son choix de 1092 et confirme Jean en lui donnant l'anneau impérial peu avant de mourir. La tentative échoue aussi en grande partie à cause de la pusillanimité de Nicéphore. En effet, alors qu'Alexis n'est pas encore mort, Jean, avec l'aide de son frère Alexis, se fait proclamer empereur par la foule de ses partisans tandis que la garde du palais et Nicéphore Bryenne hésitent. Cette hésitation est favorable à Jean II qui consolide sa position en nommant ses proches et ses principaux soutiens aux postes-clés. Le rôle principal est confié à un ami d'enfance, d'origine turque, Jean Axouch qui devient grand domestique et commandant de l'armée. Quelques jours plus tard Anne ourdit un nouveau complot contre son frère qui se repose dans sa résidence de Philopation mais celui-ci est prévenu à temps par Nicéphore Bryenne lui-même qui n'a guère envie de devenir empereur.
Selon Nicétas Choniatès, c'est Jean Axouch qui parvient à réconcilier l'empereur avec sa sœur Anne, laquelle, avec son mari, se console de la perte de ses ambitions par les joies plus tranquilles du métier d'historien. De façon générale Jean II Comnène se montre clément avec ceux qui se sont opposés à lui, une fois son trône affermi.

## La politique religieuse d'Alexis
Alexis comme nombre de ses prédécesseurs a des relations tendues avec l'Église orthodoxe, surtout au début de son règne. Pourtant il est un empereur profondément croyant qui se veut le champion de l'orthodoxie religieuse. Il aime les discussions théologiques et n'hésite pas à argumenter et discuter des heures durant avec tous ceux que l'Église orthodoxe considère comme hérétiques, y compris les musulmans. Il n'hésite pas en 1114 à Philippopolis, alors qu'il lutte contre une invasion des Coumans, à palabrer de longues heures avec les Pauliciens, nombreux dans cette région. Selon Anne Comnène, il mène une lutte apostolique qui lui fait mériter le surnom de « treizième apôtre », titre que seul Constantin Ier avait obtenu avant lui.
Le règne d'Alexis correspond à une période où les débordements hérétiques atteignent un point qui semble culminant aux yeux de l'Église mais aussi de l'empereur. Le nombre de procès pour hérésie atteint un niveau inconnu depuis longtemps. Il est donc nécessaire pour Alexis de redonner à l'Église un lustre dans un domaine auquel elle se consacre traditionnellement, la théologie et d'être celui qui se consacre au salut de son peuple en étant présent sur les fronts missionnaires et répressifs. Un témoignage important de cette action est la Panoplie dogmatique d'Euthyme Zigabène, une œuvre commandée par Alexis lui-même et qui compile l'ensemble des hérésies connues à l'époque.

### Les relations avec les patriarches

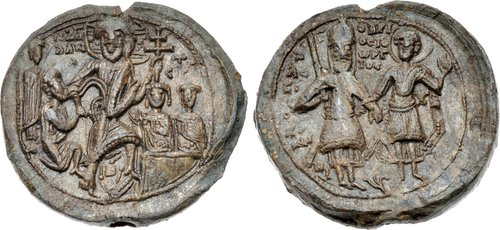
Sceau d'Alexis Ier comprenant une illustration de la Résurrection (Zacos I 93. EF).

Les relations entre la hiérarchie orthodoxe et le nouvel empereur commencent mal. À peine au pouvoir Alexis, avec le soutien de sa mère, songe à divorcer d'Irène Doukas sans doute au profit de Marie d'Alanie. Le patriarche Cosmas Ier refuse et fait pression pour qu'Irène soit couronnée avec son mari. Anne Dalassène, la mère d'Alexis ne lui pardonne pas et obtient son renvoi et son remplacement par Eustratios Garidas.
Une crise beaucoup plus grave éclate cependant quelques mois à peine après son accession au trône. Pour trouver les ressources nécessaires afin d'affronter les Normands de Robert Guiscard (fin 1081), Alexis lance un appel urgent à sa mère et son frère Isaac qui gouverne Constantinople en son absence. Isaac réunit un synode, explique l'urgence de la situation et se référant à une loi qui remonte à Justinien ordonne la saisie de certains biens ecclésiastiques. Isaac rencontre une faible opposition, et reçoit même l'accord du nouveau patriarche. Les premiers échecs militaires, et la vue des ouvriers arrachant l'or et l'argent aux portes des églises, font monter l'hostilité à ces mesures. Un évêque, Léon de Chalcédoine prend la tête de la contestation. Pour désamorcer la fronde Alexis promulgue une bulle d'or (août 1082) dans lequel il promet de ne plus jamais toucher aux trésors de l'Église. Puis il réunit une assemblée composée des sénateurs, des principaux dignitaires religieux (hiver 1083/1084) et donne un compte-rendu précis des prélèvements qui ont été effectués. Il ordonne de plus le dédommagement de certains monastères et certaines églises qui avaient été davantage spoliés, par exemple l'église du Christ Antiphonètès.
Cela n'empêche pas Léon de Chalcédoine de poursuivre sa campagne en ciblant surtout le patriarche, favori d'Anne Dalassène. Il accuse ce dernier de messalianisme ce qui oblige Alexis à nommer une commission d'enquête. Eustratios Garidas est innocenté mais il préfère abdiquer en 1084. Un nouveau patriarche, Nicolas III Grammatikos est alors élu et reste à la tête du patriarcat jusqu'en 1111. Avec ce dernier l'entente semble totale, du moins les premières années, et Alexis peut étendre son interventionnisme dans les affaires de l'Église à un niveau rarement atteint sous ses prédécesseurs. C'est ainsi qu'Alexis intervient dans une querelle qui oppose le clergé de la capitale aux métropolites et évêques orientaux de plus en plus nombreux à Constantinople du fait de l'avance turque en Asie Mineure. Le synode est ainsi divisé entre ces deux groupes. En 1094, à la suite d'une nomination contestée, le patriarche qui n'arrive pas à un accord avec les membres du synode transmet l'affaire à l'empereur. Alexis tranche et appuie la nomination. Le métropolite d'Ancyre, Nicétas proteste et affirme (s'appuyant sur le De fide orthodoxa de Jean Damascène) que « ce n'était pas l'affaire des Empereurs de légiférer pour l'Église ». La réponse d'Alexis est cinglante « quiconque s'oppose au décret impérial doit être puni de sacrilège ». Dorénavant, le basileus s'octroie le pouvoir d'intervenir et d'avoir le dernier mot en cas d'élection contestée. Pour Alexis ce retour du césaropapisme est une revanche sur l'époque où le patriarche Michel Ier Cérulaire tentait de se débarrasser de son oncle Isaac Ier.

### Le procès de l'humaniste Jean Italos
Le procès de Jean Italos se tient dès le début du règne d'Alexis (mars-avril 1082). Il met en lumière le fait que la société byzantine connaît à l'époque une effervescence intellectuelle : elle semble prête à basculer dans le mouvement de redécouverte de l'Antiquité et d'approche de la pensée rationnelle qui caractérise l'Occident à la fin du XIIIe siècle. La reprise en main d'Alexis est si ferme qu'elle anéantit ce mouvement que le byzantiniste britannique Robert Browning a pu qualifier de développement des « lumières ». L'historienne Élisabeth Malamut utilise l'expression de « Renaissance avortée ».
Jean Italos est un philosophe d'origine normande et né probablement en Italie. Il entame de brillantes études à Constantinople et devient un proche de Michel Psellos auquel il succède comme « consul des philosophes » sous le règne de Michel VII Doukas. Si le règne de ce dernier se révèle particulièrement calamiteux sur le plan politique, la cour du souverain est largement ouverte aux intellectuels et aux controverses philosophiques et religieuses. Cependant déjà à cette époque Italos est mis en difficulté pour les thèses qu'il professe et les rumeurs d'hérésie le concernant se font persistantes. Ses théories sont réunies par l'empereur en neuf propositions (sans que l'auteur soit mentionné) et soumises au synode qui les estiment contraires aux dogmes fondamentaux de l'Église.
L'arrivée au pouvoir d'Alexis en 1081 fait perdre au philosophe la protection impériale. Jean Italos demande au nouveau patriarche, Eustratios Garidas, une enquête sur son orthodoxie Un nouveau synode se réunit. Isaac Comnène, le frère du basileus, y joue un rôle majeur. La brillante défense d'Italos semble emporter l'adhésion du patriarche mais l'intervention d'une foule hostile au philosophe contraint Garidas à remettre l'affaire entre les mains de l'empereur. C'est pourquoi Alexis préside en mars 1082 une cour qui accuse Italos et ses disciples d'arianisme et de modalisme. Les propositions sont des anathèmes et, bien que ces accusations soient réfutées par Italos, il lui est interdit, ainsi qu'à ses disciples, d'enseigner et de prendre part au moindre débat théologique. L'introduction d'un mémoire qui contient neuf propositions païennes attribuées à Italos ainsi qu'une dixième qui l'accuse d'iconoclasme renforce l'accusation d'autant qu'Italos maintient les neuf premières. Un synode est alors convoqué afin de faire appliquer les décisions prises et Italos, sur qui les pressions sont énormes, doit rendre un anathème, le 13 mars 1082 (dimanche de l'orthodoxie qui commémore la victoire sur l'Iconoclasme) sur ses propositions. Il est ensuite définitivement exilé.
Ce qui est finalement reproché à Italos c'est d'avoir voulu intégrer la pensée philosophique de l'Antiquité (Aristote en particulier) dans son enseignement et dans ses réflexions théologiques. Le courant intellectuel incarné au XIe siècle par Michel Psellos, Nicétas Byzantios, Jean Mavropous, Jean Xiphilin, et, dans une moindre mesure par Italos, et qui se caractérise par une redécouverte des œuvres de l'Antiquité bénéficie de l'impulsion donnée par l'empereur Constantin IX (1042-1055) et l'aristocratie civile qui contrôle le pouvoir à cette époque dans une phase de paix relative et de prospérité (la dynastie Doukas en est la représentante la plus emblématique). De nombreux clercs, surtout le clergé de Sainte-Sophie, sont en relations étroites avec Italos. Les hésitations du patriarche au début du procès sont révélatrices. L'arrivée d'Alexis au pouvoir renverse la situation. Il est le représentant de cette aristocratie militaire d'Asie, qui privilégie l'action et prône des valeurs plus réalistes, adaptées aux difficultés du temps. Dans le domaine religieux Alexis est le défenseur d'une stricte orthodoxie. Chrétien sincère il subit de plus l'influence de sa mère, Anne Dalassène, une femme dévote et constamment entourée de moines, lesquels sont généralement hostiles au courant intellectuel incarné par Italos, ainsi qu'aux clercs de Sainte-Sophie. La prophétie de l'un d'eux, Cyrille le Philéote, sur le destin impérial de son fils influence probablement le comportement d'Anne. C'est ainsi qu'Alexis, depuis l'enfance, est accompagné d'un moine en toutes circonstances y compris sur les champs de bataille.
Par conséquent, l'affaire Italos dépasse la personnalité et les idées du philosophe. Elle a été instrumentalisée par Alexis qui proclame sa volonté de restaurer l'Empire ainsi qu'une stricte orthodoxie religieuse. Les poursuites contre les disciples d'Italos touchent surtout les membres de l'aristocratie civile, souvent membres du Sénat, qu'Alexis soupçonne de comploter contre lui ainsi que les membres du clergé de Sainte-Sophie. Cependant Alexis sait aussi transiger. Devant la montée du mécontentement chez les clercs de la capitale il autorise cinq anciens élèves d'Italos, diacres de Sainte-Sophie, à poursuivre leur enseignement une fois que la preuve de leur refus des options hérétiques du philosophe ait été apportée. L'un d'eux, nommé Eustrate de Nicée, devient même, plus tard, un proche conseiller spirituel de l'empereur. Globalement, l'action d'Alexis s'est traduit par la disparition complète de ce mouvement de renaissance intellectuelle et cela pour au moins trois siècles.

### La lutte contre les hérésies dualistes
Le règne d'Alexis correspond à une phase de lutte contre les diverses hérésies christologiques et dualistes, en particulier le bogomilisme et le paulicianisme, qui connaissent un regain de vigueur en ces temps troublés. Le fondement spirituel de ces mouvements religieux est simple. Pour eux le mal ne vient pas de la désobéissance de l'homme vis-à-vis de Dieu mais d'un principe extérieur appelé Satan au pouvoir équivalent au bien. Ces hérésies adoptent rapidement un comportement sectaire et refusent parfois de reconnaître les autorités religieuses et laïques.

#### Le paulicianisme
Le paulicianisme est rapidement remarqué par Alexis quand un contingent de 3 000 d'entre eux, venant de Philippopolis, participe en 1081 à la bataille de Dyrrachium contre les Normands. Après la défaite ils refusent de se rendre aux convocations de l'empereur et celui-ci, une fois le danger passé à la fin de 1083, fait exiler leurs chefs. Ces derniers s'allient aux Petchénègues et participent à la bataille de Bélatiova (janvier 1086), où les Byzantins sont écrasés. Plus tard, dans les années 1114-1115, alors que le danger petchénègue semble passé, Alexis tente d'utiliser la persuasion envers le paulicianisme allant, personnellement, discuter théologie avec les chefs de la secte.

#### La lutte contre le bogomilisme
La réaction contre l'hérésie bogomile d'Alexis est beaucoup plus violente. Cela s'explique probablement par le fait que cette dernière a déjà profondément pénétré dans la capitale. Dès le Xe siècle les bogomiles sont présents en Bulgarie, puis jusqu'en Asie mineure au milieu du siècle suivant. Dans sa Panoplie dogmatique, Euthyme Zigabène fait un exposé complet de la doctrine bogomile. Ce qui inquiète l'empereur c'est l'habileté des bogomiles à passer inaperçus et l'aura dont ils bénéficient dans le peuple et certains cercles des élites de la capitale. Alexis fait arrêter le chef de la secte à Constantinople, un certain Basile le Médecin. Selon sa fille, Alexis agit avec ruse et prudence et approche Basile en lui faisant miroiter une certaine attirance de sa part vis-à-vis de la doctrine bogomile. Basile est convié à l'exposer, en 1104, devant l'empereur mais derrière un rideau, caché, se trouvent réunis le Sénat et le Saint-Synode. À la fin de l'exposé, le rideau est levé et Basile condamné comme hérétique. Tandis qu'Alexis le presse d'abjurer, il fait arrêter les principaux dirigeants de la secte. Finalement, Basile est mis à mort dans l'hippodrome afin que son châtiment soit visible de tous. Il est brûlé vif,.

### L'édit de 1107
L'empereur cependant est inquiet. Le procès de Jean Italos, la multiplication des hérétiques jusque dans la capitale et dans le clergé montrent qu'une réforme de l'Église parait indispensable. Alexis accuse le clergé de négligence, en particulier dans l'enseignement de la foi et de la prédication, et de s'être tourné vers des intérêts essentiellement matériels. En se détournant de la prédication, le clergé, et en particulier les moines, a permis à l'ignorance de se développer et à l'hérésie de prospérer. Cette rhétorique permet à Alexis de proposer la création d'un ordre de prêcheurs rattaché à l'Église patriarcale.
Ces prêcheurs appelés didascales, sont recrutés au sein du clergé patriarcal et perçoivent, pour les clercs titulaires, une rémunération. C'est aussi pour Alexis un moyen de renforcer le contrôle impérial sur l'Église et en particulier sur le clergé de Sainte-Sophie dans la capitale. Les didascales ont un rôle d'enseignement mais aussi de surveillance morale. Une mesure prise par Alexis prouve d'ailleurs qu'il existe à l'époque une relative crise de recrutement dans l'Église. En effet, Alexis autorise les didascales à rester diacres s'ils le souhaitent mais offre de grands avantages (salaires élevés et pensions) pour ceux qui embrassent la prêtrise.
Parallèlement Alexis encourage les évêques à exercer les tâches d'enseignement eux-mêmes, « parce que ce n'est pas un déshonneur pour un évêque, mais un très grand honneur, que d'entrer même dans la demeure d'un pauvre… ».
Ce qui apparaît clairement à travers cet édit c'est que la position d'Alexis, très favorable aux moines durant sa jeunesse, sous l'influence probable de sa mère Anne Dalassène, a évolué vers la méfiance. La réflexion d'Anne Comnène dans son Alexiade : « On ne verra pas en effet une chevelure mondaine chez les bogomiles ; leur perversité se cache sous le manteau et le capuchon » illustre le fait qu'un grand nombre d'hérétiques sont des moines à commencer par Basile le chef de la secte dans la capitale. Ces moines dits « gyrovagues » ne travaillent pas et ne vivent que de la charité. Déjà lors du concile de Chalcédoine, en 451 les autorités ecclésiastiques tentent de contrôler ces moines errants qui entrent souvent en conflit avec les évêques. Cet édit de 1107, ajouté à la compilation de toutes les hérésies, écrite sous le nom de Panoplie dogmatique par Euthyme Zigabène sur ordre du basileus vers 1104, démontre cette volonté de réforme et de reprise en main de l'Église. À l'image de ses deux successeurs, Alexis est porteur d'une vision d'un empereur épistèmonaque, faisant référence au moine censé rappeler ses frères négligents à leurs devoirs dans un monastère, ce qui implique qu'il se donne le pouvoir de rétablir l'Église dans le droit chemin. La création des Didascales choisis au sein du clergé patriarcal est à l'origine de ce que l'on nomme « l'École patriarcale ».

### Le contrôle de l'Église sur l'enseignement
Il semble que les didascales dans la capitale aient été douze. Les trois principaux dépendent de Sainte-Sophie et les neuf autres dirigent les écoles d'enseignement rattachées aux principales églises de Constantinople. Les liens entre ces écoles et l'Église existent déjà et de nombreux directeurs et professeurs de ces établissements étaient déjà désignés par le patriarche. L'enseignement dispensés dans ces écoles est de nature profane et a comme objectif de préparer aux matières théologiques enseignées par les trois didascales de Sainte-Sophie. L'édit pris par Alexis renforce la mainmise du clergé patriarcal qui dirige dorénavant la totalité des écoles de la capitale. L'effacement des laïcs dans l'enseignement semble progressif mais réel et contraste avec la période précédente où des laïcs comme Michel Psellos et, à un moindre degré, Jean Italos avaient eu une influence déterminante. Le rôle des didascales est plus ample que celui d'enseignant puisqu'Alexis souhaite qu'ils puissent interpréter les écritures (dans un sens évidemment favorable à l'orthodoxie). Cette réforme aboutit par conséquent à une reprise en main de l'Église par le pouvoir impérial et par le renforcement du rôle du patriarcat et du clergé de Sainte-Sophie qui devient pour les derniers siècles de l'Empire le lieu de formation et de recrutement des principaux ecclésiastiques.

### La réforme monastique

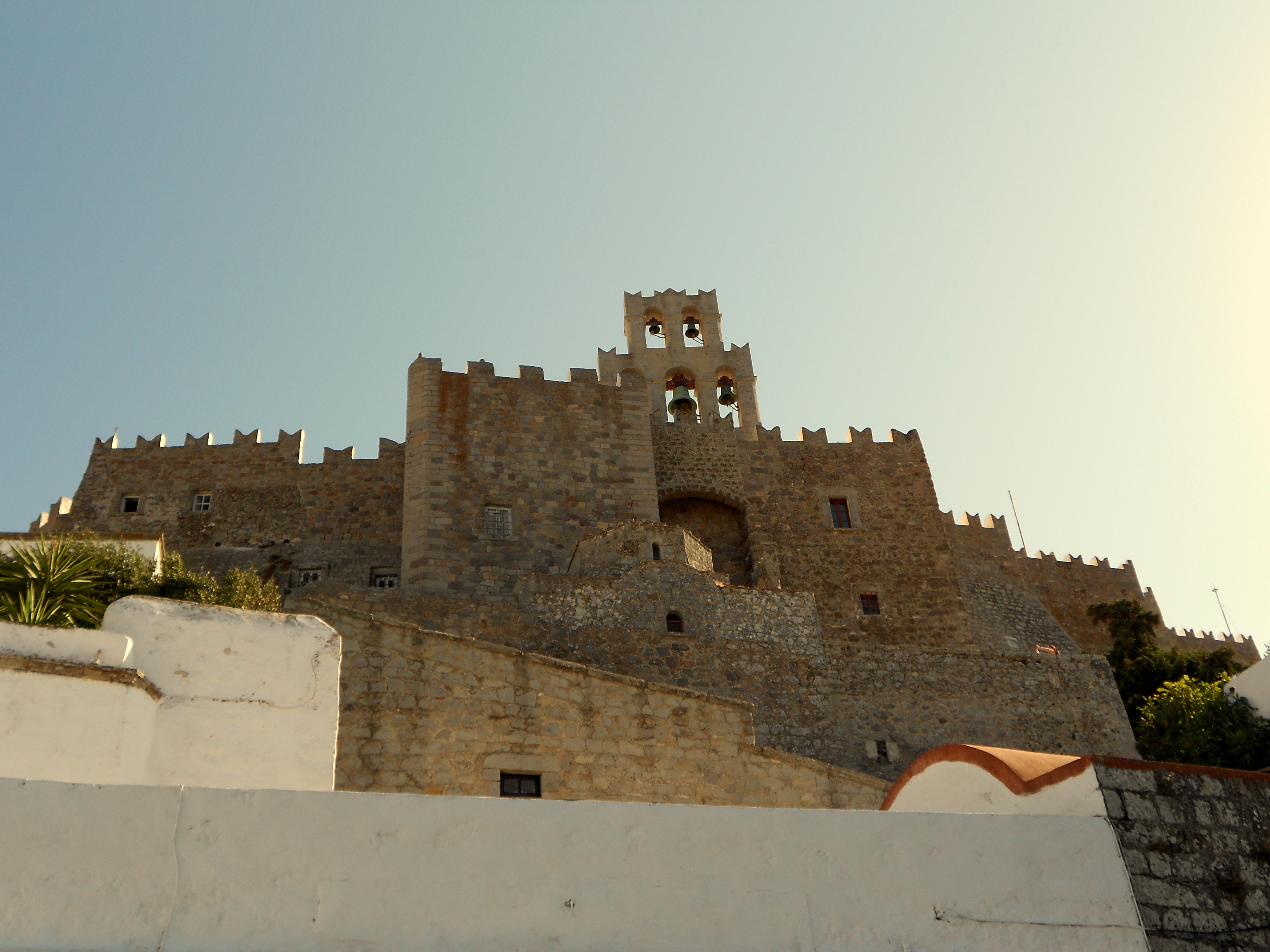
Monastère Saint-Jean-le-Théologien de Patmos, dont la fondation est en partie due à la politique favorable d'Alexis envers le monachisme.

L'intérêt d'Alexis pour les questions religieuses est en partie lié à l'importance et au rôle des moines dans son entourage. Anne Dalassène avait veillé à l'instruction de ses fils par des moines. Alexis est systématiquement accompagné d'un moine lors de chaque campagne militaire. Certes l'empereur semble vers la fin de son règne se méfier des déviances hérétiques de quelques moines, surtout des itinérants, et confie la mise en place de sa réforme religieuse au clergé de Sainte-Sophie mais il n'en reste pas moins que les questions liées au monachisme prennent dans son esprit une grande importance. Les relations entre le basileus et les moines sont fondées sur l'intercession de ces derniers, par leurs prières, afin de donner la victoire à Alexis sur les ennemis de l'Empire et de l'autre sur le devoir de l'empereur de sauvegarder les monastères. De plus, le règne d'Alexis se caractérise par d'importants transferts de richesses vers l'entourage familial des Comnène. Une part non négligeable est utilisée à la fondation de monastères. C'est ainsi le cas du monastère du Christ Pantépoptès, fondé par Anne Dalassène où elle est ensevelie. Grégoire Pakourianos fonde le monastère de la Théodokos Pétritziôtissa (près de Philippopolis) et Manuel Boutoumitès celui de la Théotokos de Kykko (sur l'île de Chypre). En avril 1088 Alexis promulgue une bulle d'or accordant à l'île « désertique » de Patmos, celle où est mort Saint Jean, au moine Christodoulos de Patmos afin d'y fonder le monastère de Saint-Jean-le-Théologien.
Une réforme semble nécessaire en particulier de la charistikè. En effet, si l'on excepte les nouvelles fondations, la quasi-totalité des monastères appartient aux mains de riches administrateurs, souvent laïcs, que l'on nomme les charisticaires. La charistikè consiste en l'attribution d'un monastère, souvent en mauvais état voire en ruine, afin de le restaurer mais sans en donner la propriété. Rapidement les charisticaires en profitent pour aliéner de façon illégale de nombreuses propriétés ecclésiastiques. Ils n'hésitent pas parfois à choisir eux-mêmes les moines et à persuader les novices de céder tout ou partie de leurs biens. Certains n'hésitent pas à inscrire des laïcs, membres de leur famille, sur les listes du personnel du monastère afin de bénéficier de prébendes ecclésiastiques (adelphata). Alexis lui-même au début de son règne, alors que son pouvoir est chancelant, utilise ce système pour récompenser ses fidèles. Certains religieux considèrent aussi que la nomination d'administrateurs laïcs au sein d'une communauté de moines est une perversion de la vie monastique.
Ce n'est qu'en 1094, après le synode des Blachernes, qu'Alexis commence à s'attaquer au problème. Le patriarche Nicolas III Grammatikos tente un inventaire des monastères appartenant au patriarcat. L'obstruction est telle qu'elle contraint l'empereur à intervenir en décembre 1096 par une novelle Sur le droit du patriarche concernant les monastères. Il y rappelle le pouvoir absolu du patriarche de contrôler et de corriger tout dysfonctionnement et surtout il lui redonne toute latitude dans les nominations des esômonitai (laïcs résidant à l'intérieur d'un monastère et destinés à embrasser la vie monastique). Il interdit aussi d'inscrire des laïcs sur la liste du personnel et donc ainsi d'avoir accès aux adelphata.
Les droits du fondateur d'un monastère, l'une des caractéristiques du monachisme byzantin sont en revanche préservés. Ce patronage laïc (appelé éphoreia) est différent du système des charisticaires en ceci que le fondateur, l’éphoros, doit préserver sa fondation afin qu'elle ne tombe en de mauvaises mains et il ne doit pas exploiter à son profit personnel les revenus du monastère. Ainsi le monastère de Notre-Dame-Pleine-de-Grâce a pour première éphoros Eudocie Comnène, une fille d'Alexis, qui y réside comme nonne après son veuvage. Après sa mort en 1118 lui succède sa propre mère Irène Doukas, puis sa fille Anne, la sœur de cette dernière Marie, la fille de celle-ci Irène et ainsi de suite dans la branche féminine de la famille. Alexis lui-même est le patron dans sa capitale du monastère du Christ Philanthrôpos, de celui de Saint-Môkios et d'une autre fondation en Thrace.
Ce type de patronage n'est pas un phénomène marginal et se poursuit bien après le règne d'Alexis. Il existe un double intérêt à ce système. Pour le monastère qui en théorie est séparé du monde extérieur mais dépend de la société alentour pour ses ressources. Un patronage, surtout impérial, est l'assurance de ne manquer d'aucun soutien. Pour le patron, c'est l'assurance d'un coûteux investissement dont l'objectif est d'assurer le souvenir (et la pérennité) de sa personne et de sa famille dans le temps. Alexis attend donc de ses dotations que les moines intercèdent, par leurs prières, pour sa sauvegarde personnelle mais aussi pour celle de l'Empire. Il y a cependant une réelle volonté de faire de la réforme monastique l'un des points d'appui de la rénovation religieuse qu'il appelle de ses vœux.

## La réforme du gouvernement de l'Empire
Le règne d'Alexis correspond à un renforcement de l'autocratie impériale. L'exemple le plus frappant vient des réformes religieuses décidées par l'empereur et non le patriarche. La multiplicité des compétences impériales renforce ce phénomène d'autant qu'Alexis, dont le modèle est Basile II, est un des basileus les plus actifs. Il met sur pied un gouvernement centralisé qui repose essentiellement sur lui et ses fidèles. Surtout, il place les membres de sa famille à de nombreux postes mettant ainsi en place un gouvernement qui est entièrement entre les mains de ses parents.

### Les liens familiaux: le nouveau cœur du pouvoir impérial
Alexis a une tendance très nette à confondre l'Empire avec la maison Comnène. S'il ne prend soin de couronner qu'un seul de ses fils, contrairement à certains usages des dynasties précédentes, il donne à ses autres enfants, à ses gendres, à ses frères et neveux les plus hautes dignités. L'exemple de Nicéphore Bryenne, son gendre, véritable bras droit d'Alexis dans ses dernières années de règne en est l'illustration. À la mort de son frère Isaac, Alexis prend en charge tous ses enfants et les élève sans faire de distinction avec les siens. Poursuivant l'œuvre de sa mère, il accorde une grande importance à ce que les membres de sa famille soient mariés à des membres des puissantes familles aristocratiques de manière à s'assurer de leur fidélité. Il parvient notamment à s'allier avec la famille Doukas qui avait pourtant été la grande rivale de sa mère, grâce à son mariage avec Irène Doukas. De même, il marie sa fille Théodora avec Constantin Ange, ce qui marque le début de l'ascension des Ange qui succèdent aux Comnène en 1185. C'est la conception même de la personne impériale qui se modifie car l'empereur n'apparaît plus hors d'atteinte comme dans la conception romaine classique. La parenté avec l'empereur devient un élément primordial tandis que la méthode des apanages se développe, ce qui témoigne de l'absence de distinction entre l'Empire et la famille. Ce phénomène illustre aussi l'acceptation par Alexis de la montée en puissance de la grande aristocratie aux dépens des petits et moyens propriétaires, un processus que ses prédécesseurs ont souvent essayé d'enrayer. Parmi les exemples de donations de terres impériales figure l'obtention par Nicéphore Mélissène de la région de Thessalonique en échange de son renoncement au trône. Cette évolution n'est pas sans conséquence puisqu'elle prive l'Empire d'une partie des recettes fiscales dès lors que ces concessions s'accompagnent de l'attribution des revenus fiscaux afférents. Pour autant, il convient de relativiser l'idée d'une féodalisation de l'Empire qui a parfois été défendue, le pouvoir central conserve ses prérogatives.
Cette assimilation entre l'Empire et la famille Comnène est illustrée par l'importance prise par les membres de la famille d'Alexis dans la direction de l'Empire. Son frère aîné, Isaac, apparaît comme un véritable co-Empereur même s'il n'en détient pas le titre. Il est nommé au titre nouvellement créé de sébastokrator, qui arrive désormais en deuxième dans la hiérarchie des titres impériaux, juste après celui de basileus. Jusqu'à sa mort au début du XIIe siècle, Isaac joue un rôle majeur, bien que discret, dans la conduite des affaires de l'Empire. De même, son frère Adrien jouit de la dignité de protosébaste illustrissime. Sa propre mère est longtemps associée au gouvernement de l'Empire, d'autant qu'Alexis est confronté dans ses premières années à de multiples menaces extérieures qui le contraignent à se tenir loin de Constantinople. Elle dispose alors de l'ensemble des prérogatives en matière de politique intérieure sans pour autant disposer de pouvoirs égaux à celui de l'empereur, qui reste le maître de la politique extérieure. Toutefois, avec le retour durable d'Alexis dans la capitale, des divergences de vue apparaissent, qui conduisent à sa mise de côté progressive dans les années 1090,. Dans le même temps, l'ancienne aristocratie, liée notamment au Sénat, est particulièrement rabaissée. Au-delà, ce nouveau système qui repose sur la donation de titres et de revenus importants à la parentèle, entraîne une élévation sensible de la fiscalité au détriment de la population. Globalement, ce nouveau système a fait l'objet de certaines critiques, en ce qu'il entraîne une fermeture de la société byzantine avec la constitution d'une petite élite, alors même que la société byzantine se caractérisait par les possibilités, même marginales, de promotion au mérite. Michel Kaplan et Alain Ducellier voient dans cette évolution l'affaiblissement d'une administration autrefois portée par le bien commun et désormais dominée par une aristocratie reposant sur des fidélités personnelles. Enfin, si l'historiographie a souvent considéré que l'arrivée au pouvoir d'Alexis avait entraîné le triomphe de l'aristocratie militaire face à l'aristocratie civile, jugée responsable des difficultés de l'Empire au milieu du XIe siècle, les recherches récentes nuancent cette dichotomie, mettant en avant les liens entre les différentes familles.

### Une nouvelle hiérarchie impériale
L'Empire byzantin sous Alexis Ier Comnène se caractérise par la puissance des liens familiaux avec l'empereur. Ceux-ci sont garantis par une politique d'alliances matrimoniales et par la collation de titres et de dignités prestigieuses. En la matière, Alexis Ier Comnène innove par rapport à la traditionnelle hiérarchie des titres et dignités dans l'Empire byzantin. Il se sert du titre de sébaste pour construire tout un ensemble de nouvelles dignités souvent importantes, dont l'obtention est étroitement liée au degré de proximité familiale avec l'empereur,. Ces nouveaux titres supplantent certaines des dignités les plus prestigieuses de l'histoire de l'Empire byzantin. Ainsi, le titre de sébastokrator excède celui de césar. Le titre de panhypersébaste est d'une valeur égale à celle de césar et celui de pansébastohypertatos est d'une importance tout juste inférieure. Tout un ensemble de titres autrefois détenus par les plus importants dignitaires perdent de la valeur quand ils ne disparaissent pas complètement comme ceux de proèdre et de magistros. De même, l'administration provinciale connaît aussi un mouvement général de dévaluation de la valeur des titres. Ainsi, les stratèges sont progressivement remplacés par des dux, un titre conféré seulement aux dirigeants des plus importantes entités provinciales avant 1081. À la mort d'Alexis Ier, la hiérarchie des titres impériaux les plus importants est la suivante : sébastocrator, César, panhypersébaste, sébastohypertatos, protosébaste, sébaste, protonobélissime, nobélissime, protocuropalate, curopalate. Elle remplace l'ancienne hiérarchie : César, nobélissime, curopalate. Ce nouveau système de titres et de dignités permet de donner corps à la valorisation des liens familiaux. De ce fait, c'est toute l'administration de l'Empire byzantin qui est contrôlée progressivement par la famille des Comnène au sens large.

### Les réformes administratives
En lien avec les évolutions du pouvoir impérial, l'administration de l'Empire se transforme, sans pour autant que cela réponde à un plan d'ensemble. Tout d'abord, dès le début de son règne, il crée la fonction de logothète des sekrèta qui doit assister sa mère alors qu'elle occupe une place importante dans le gouvernement de l'Empire. Peu à peu, ce poste gagne en influence, combinant d'importantes compétences administratives et fiscales avec pour objet de faciliter la coordination entre les différents départements de l'administration. Dans le domaine des finances, c'est un mouvement de réduction et de concentration des structures administratives qui est à l'œuvre, ce qui conduit à la rationalisation de la gestion. Des postes aussi importants que le sacellaire (contrôleur des finances de l'État), l'eidikos (chargé du paiement des salaires appelé la roga) des sénateurs) ou le logothète du génikon (chef du service fiscal) déclinent ou disparaissent. À la place, deux grandes divisions sont créées avec le grand logariastès des sekrèta (l'administration fiscale) et le grand logariastès des euagè sékréta, chef comptable des biens de la couronne. En dépit de la confusion croissante entre les biens de l'Empire et les biens de l'Empereur, la distinction entre biens du fisc et biens de la couronne subsiste. Dans le même temps, l'administration judiciaire est aussi réformée et son champ de compétence étendue avec la création d'un tribunal spécialisé dans les affaires fiscales.

### Les contestations de l'autorité impériale
Si le règne d'Alexis Ier Comnène a permis de raffermir l'autorité impériale après les troubles qui ont précédé son arrivée sur le trône et s'il a marqué le début d'une période de relative stabilité jusqu'à la mort de Manuel Ier Comnène, il a aussi connu diverses oppositions au sein de l'aristocratie byzantine, notamment dans les provinces. Lors de son arrivée sur le trône, Alexis doit asseoir sa légitimité alors même qu'il est souvent loin de Constantinople, lieu privilégié des intrigues de cour. De ce fait, dans les premiers temps de son règne, il se fait souvent accompagner des personnages qui pourraient autrement profiter de son absence pour tenter de prendre le pouvoir. Ainsi, Nicéphore Synadénos, neveu de l'Empereur déchu, est présent aux côtés d'Alexis lors de la première campagne impériale contre Robert Guiscard. En dépit de cette prudence et de la solidité des alliances matrimoniales, des révoltes ont périodiquement ébranlé l'Empire. Une première vague de protestations vient des rangs de l'armée en 1083 mais elle est rapidement découverte et éteinte. En 1091, c'est une alliance entre Constantin Humbertopoulos et Ariébès, un chef militaire qui avait défendu Ochrid contre les Normands, qui est à l'origine d'une nouvelle révolte facilement réprimée. Les causes de ces deux soulèvements sont assez difficiles à évaluer mais il est probable que les conjurés s'estiment soit mal payés, soit mal récompensés de leurs succès ou de leurs efforts.
La révolte la plus dangereuse a lieu en 1094. Elle émane des frères Diogène qui disposent d'une légitimité pour réclamer le trône impérial. En effet, Nicéphore Diogène est le fils de Romain IV Diogène et il a disposé de faveurs importantes au début du règne d'Alexis. Toutefois, avec son frère Léon, il décide de conspirer contre le trône en s'appuyant sur la solidité de leurs réseaux d'alliances. C'est lors d'une campagne militaire que le plan est découvert. Les deux frères installent leur tente à proximité directe de celle de l'empereur, ce qui suscite des soupçons. Une première tentative d'assassinat échoue quand Nicéphore est surpris par l'arrivée d'une servante. Quelques jours plus tard, c'est Tatikios qui l'arrête alors qu'il se dirige vers la chambre de l'empereur armé d'une épée. Face à cette menace, Alexis finit par faire prisonnier Nicéphore, lui fait avouer le nom de ses partisans avant de le faire secrètement aveugler, de manière à ne pas susciter de trop vives réactions parmi les nombreux soutiens de la famille Diogène,. Plus tard, c'est au sein même de sa famille que la contestation apparaît. Jean Comnène, le fils d'Isaac, le frère aîné et fidèle soutien d'Alexis, se révolte sans que les causes ne soient clairement établies. Il est finalement rappelé à l'ordre et l'empereur lui pardonne par égard pour son frère. Toutefois, ce complot préfigure des tensions récurrentes au sein même de la famille Comnène,,.
Un autre aspect important du règne d'Alexis est l'apparition de mouvements de dissidence régionaux qui illustrent la perte d'autorité de l'Empire sur ses provinces périphériques. La première de ces révoltes est celle de Georges Monomachos, le duc de Dyrrachium. Face à la menace des Normands, il tergiverse et répond de façon évasive aux demandes de fidélité d'Alexis. Finalement, il décide de négocier avec Robert Guiscard. Si Alexis parvient à le remplacer assez rapidement, cet esprit de révolte s'est assez largement diffusé dans la cité de Dyrrachium qui tombe aux mains des Normands en 1082, menaçant directement le reste de l'Empire d'une invasion normande. Les deux îles de Chypre et de la Crète ont aussi connu des mouvements de révolte en 1091, dirigés respectivement par Karykès et Rhapsomatès. Ces mouvements sont probablement causés par l'accroissement de la pression fiscale liée aux activités militaires intenses d'Alexis ainsi que par un sentiment d'abandon lié au déclin de la marine byzantine (plusieurs îles de la mer Égée tombent alors aux mains des Seldjoukides). Toutefois, ces soulèvements sont rapidement réprimés et semblent avoir manqué de soutien populaire. Alexis réagit aussi en réaffirmant l'autorité impériale sur ces îles, avec la nomination d'Eumathios Philokalès comme gouverneur de Chypre, qui dispose d'une flotte de guerre et d'une force de cavalerie,. La dernière révolte provinciale touche la région de Trébizonde, dans la région du Pont. Déjà, dans les années 1090, cette province particulièrement isolée du fait des conquêtes turques s'était constituée en principauté quasi-indépendante sous la direction de Théodore Gabras. Plus tard, c'est le duc Grégoire Taronitès qui se révolte en 1103 avec l'intention de se détacher du giron de l'Empire mais il est finalement vaincu. Toutefois, il n'est pas anodin que cette contestation du pouvoir central émane de cette région qui se détache définitivement du reste de l'Empire byzantin en 1204 avec la fondation de l'empire de Trébizonde.

## Les réformes militaires

### L'armée byzantine
Au cours du règne d'Alexis, l'armée byzantine est profondément réformée. En effet, au moment de son accession au trône, les guerres civiles ont considérablement affaibli l'Empire byzantin sur le plan militaire, d'autant qu'elles succèdent à une période de relative négligence de l'outil militaire depuis la mort de Basile II en 1025. L'ancien régime de l'armée, qui repose sur les contingents provinciaux dépendant des thèmes, a quasiment disparu. Les thèmes eux-mêmes ont profondément souffert, notamment du fait des invasions Seldjoukides en Asie mineure. Ils évoluent progressivement pour prendre parfois la forme de duchés avec la reconquête d'une partie de la péninsule. Dans le même temps, l'armée permanente et centrale de l'Empire, constituée des tagmata (régiments) est, elle aussi, profondément désorganisée. Peu de ces unités survivent à l'exception des Immortels (qui disparaissent dans les années 1090), de l'hétairie ou encore de la garde varangienne qui reste une composante primordiale de l'armée byzantine. Déjà désorganisée par les guerres civiles, l'armée byzantine souffre beaucoup lors des premières campagnes d'Alexis Ier et la petite armée centrale qui subsiste disparaît presque complètement : en 1090, seuls cinq cents soldats peuvent être levés.
L'empereur, qui est lui-même issu du milieu militaire, accorde une grande importance à la restauration de la puissance militaire byzantine. Il s'applique à rétablir un recrutement de troupes issues de la population byzantine avec la mise en place de tagmata composés, par exemple, de soldats macédoniens. Il est notamment à l'origine de la création du régiment des archontopouloi qui recrute parmi les fils de soldats morts au combat, ce qui est une manière de s'assurer de la subsistance de ces orphelins. Toutefois, il est loin d'abandonner le recours aux troupes étrangères et, notamment aux mercenaires. Il accorde une place de plus en plus importante aux troupes originaires d'Europe occidentale, lui-même s'entourant de militaires occidentaux. Les chevaliers d'origine européenne constituent le cœur de la cavalerie lourde tandis qu'après leur écrasement à la bataille de la colline de Lebounion, les Petchénègues survivants sont incorporés comme archers à cheval. C'est ce besoin de faire appel à des forces étrangères qui conduit, parmi d'autres raisons, à la mise en place de la première croisade dont l'importance dépasse grandement les attentes des Byzantins, pour qui le concept de croisade n'a pas de sens. Enfin, l'armée est un domaine dans lequel l'octroi de postes importants aux membres de la famille élargie de l'empereur trouve particulièrement à s'appliquer même si Alexis s'entoure de compagnons d'armes d'origines diverses (Tatikios est Seldjoukides et Constantin Humbertopoulos vient d'Europe occidentale). En définitive, si Alexis mène surtout les réformes pour parvenir à restaurer une force armée susceptible de combattre les nombreuses menaces extérieures sans avoir de plan véritablement cohérent, il est en mesure de refonder une armée solide, capable d'aligner autour de 20 000 hommes en campagne et que ses successeurs vont renforcer. En revanche, ses choix stratégiques sont plus discutables, suivant parfois l'avis de très jeunes généraux sans expériences, avec des résultats qui peuvent être catastrophiques comme en témoigne la défaite à la bataille de Dristra en 1087.

### La marine byzantine
Si, au moment de l'arrivée au pouvoir d'Alexis, l'état général de l'Empire est déplorable, la situation de la marine est désastreuse. Les années de guerre civile ont conduit à accroître son délabrement entamé à partir du milieu du XIe siècle. Ainsi, au moment où Robert Guiscard débarque sur la côte albanaise, la marine byzantine n'est absolument pas en état de s'opposer à lui, ce qui oblige l'empereur à se reposer sur les flottes des républiques italiennes qui lui font payer cher leur assistance. Pourtant, il tente tout au long de son règne de réaffirmer la puissance de la marine byzantine, primordiale pour la survie de l'Empire, tant celui-ci est susceptible d'être exposé à des menaces maritimes, à l'image des velléités de Zachas d'assaillir Constantinople. Ainsi, il parvient à repousser la menace de cet émir turc et à reprendre progressivement le contrôle du littoral occidental de la mer Égée grâce à l'action de Jean Doukas. De même, il réaffirme la souveraineté byzantine sur la Crète et Chypre. Parallèlement à cette refondation d'une flotte de guerre, les structures de celles-ci sont modifiées. Alors que la marine byzantine était divisée en flottes thématiques, elle est désormais regroupée en une flotte unifiée, dirigée par un mégaduc. Celui-ci remplace le grand drongaire, réduit au statut de commandant en second.

## Historiographie
L'ensemble des historiens modernes reconnaissent la place déterminante d'Alexis Ier Comnène dans le destin de l'Empire, en raison de l'ampleur des réformes qu'il a menées. Toutefois, son œuvre fait l'objet de jugements plus contrastés. Ferdinand Chalandon, auteur d'une biographie de l'empereur en 1900, porte un jugement très positif sur ce règne. Il considère Alexis Comnène comme un « de ces hommes de talent que l'Empire byzantin a souvent eu l'heureuse fortune de rencontrer dans les moments où il en avait besoin ». De même, Hélène Ahrweiler met en avant le rôle clé d'Alexis dans la refondation d'un outil militaire susceptible de défendre l'Empire face aux nombreuses menaces et sa volonté de reconstruire une flotte, même si celle-ci reste incomplète. Cette opinion selon laquelle le règne d'Alexis est globalement positif malgré des échecs notables est la plus répandue. En effet, il parvient à défendre les frontières de l'Empire et même à reconquérir certains territoires perdus sans, peut-être, parvenir à complètement profiter des circonstances. En la matière, la détérioration sensible des relations avec les croisés est un événement de grande ampleur en ce qu'il prive l'Empire byzantin de la possibilité de rétablir sa souveraineté sur certains territoires perdus comme la Syrie du Nord ou l'Anatolie centrale, et qu'il l'expose à des tensions avec les forces issues d'Europe occidentale. Louis Bréhier estime que son œuvre de refondation de la puissance byzantine est d'une ampleur notable mais qu'elle repose sur des fondements fragiles, un constat partagé par Georg Ostrogorsky : « La position de grande puissance de l'Empire des Comnène manquait d'assises intérieures et les succès de leur politique très habile ne pouvaient pas avoir d'effets durables, si imposants qu'ils aient été ». Michael Angold n'a pas un avis très différent car il estime que le pouvoir impérial repose désormais surtout sur la personne de l'empereur, à l'image de ses relations avec les Croisés qui passent par des serments à Alexis plus qu'à l'Empire. Il affirme ainsi : « Le résultat de la persévérance d’Alexis est que le prestige et le pouvoir de l’Empire byzantin sont restaurés. Byzance est de nouveau la puissance dominante dans le Proche-Orient et les Balkans, mais il ne fait guère de doute que les fondations de cette puissance sont bien différentes de celles de l’Empire de Basile II. » L'histoire ultérieure de l'Empire byzantin prouve cette faiblesse durable de l'ossature du pouvoir des Comnène. En effet, si les deux successeurs directs d'Alexis, que sont Jean II Comnène et Manuel Ier Comnène, parviennent à imposer leur autorité, les structures familiales qui fondent la puissance impériale à partir d'Alexis Ier s'effondrent rapidement dès que l'empereur n'est plus en mesure de faire valoir son autorité après 1180. De ce fait, certains historiens comme Paul Lemerle ont un regard bien plus négatif sur l'accomplissement d'Alexis Comnène. Il lui reproche de briser les éléments qui ont permis la renaissance progressive de la puissance byzantine tout en ne parvenant pas à mettre en place un système nouveau qui puisse réellement être efficace dans la durée. De même, Robert Browning estime qu'Alexis met un terme à la vitalité intellectuelle du monde byzantin du XIe siècle, en particulier par son activisme religieux et le grand nombre de procès pour hérésies. Plus généralement, Paul Lemerle remet en cause la vision négative de l'historiographie sur les souverains byzantins qui succèdent à Basile II, estimant qu'ils sont le fruit d'une adaptation progressive de la société byzantine qu'Alexis Ier Comnène a brisé, au profit de la promotion d'une aristocratie conservatrice et étroite d'esprit, confondant trop souvent les intérêts de l'Empire avec les siens.

## Famille
De son mariage avec Irène Doukas, Alexis a 9 enfants :
- Anne Comnène qui épouse Nicéphore Bryenne ;
- Marie Comnène mariée à Grégoire Gabras puis à Nicéphore Katakalon ;
- Jean II Comnène son successeur ;
- Andronikos Comnène, sébastokrator ;
- Isaac Comnène, sébastokrator ;
- Eudocie Comnène mariée à Michel Iasitès ;
- Theodora Comnène qui épouse Constantin Kourtikès puis Constantin Ange. La dynastie Ange descend de Theodora ;
- Manuel Comnène ;
- Zoé Comnène.

Surtout, Alexis va associer étroitement sa famille, enfants, neveux, nièces dans un réseau complexe d'alliances matrimoniales qui lient les Comnène à toutes les grandes familles de l'aristocratie byzantine.